# لداخ
لداخ (بالتبتية : ལ་དྭགས་، بالهندية : लद्दाख़، بالأردية : لداخ)(/ləˈdɑːk/) هو إقليم اتحادي هندي الإقليم هو الجزء الشرقي من منطقة كشمير المتنازع عليه بين الهند وباكستان منذ عام 1947 والهند والصين منذ عام 1959. يحد لداخ منطقة التبت ذاتية الحكم من الشرق وولاية هيماجل برديش الهندية من الجنوب وإقليم جامو وكشمير الذي تديره الهند وغلغت بلتستان الذي تديره باكستان من الغرب وشينجيانغ وممر كاراكورام من الشمال أيضا. يجري نهر سياشين الجليدي النابع من سلسلة قراقرم في جنوب الإقليم. تطالب الهند بمنطقة أكساي تشين غير المأهولة الواقعة شرق الإقليم ليكون جزء من لداخ لكن تسيطر عليه الصين.
كانت لداخ في السابق ذات أهمية بسبب موقعها الاستراتيجي الواقع على مفترق طرق التجارة الهامة، ولكن منذ إغلاق السلطات الصينية للحدود بين منطقة التبت ذاتية الحكم ولداخ في ستينيات القرن العشرين تضاءلت الأهمية الاقتصادية. نظرا لأن لداخ مهمة من الناحية الاستراتيجية فإن الجيش الهندي له وجود قوي في الإقليم.
لياه هي أكبر مدينة في لداخ تليها كارجيل وكلاهما مركز لمقاطعته. تجري في منطقة لياه وديان نهر السند وشيوك ونوبرا بينما يجري في منطقة كارجيل وديان نهر سورو ودراس وزانسكار. يسكن الناس وديان الأنهار ولكن يعيش دو تشانغبا الرعويين في الجبال أيضا. أكبر ديانة بالولاية هو الإسلام (أكثرهم شيعة) بنسبة 46٪ تليه البوذية (أكثرهم من البوذية التبتية) بنسبة 40٪ والهندوسية بنسبة 12٪ بالإضافة إلى 2٪ من الديانات الأخرى. لداخ هي واحدة من المناطق الأقل كثافة سكانية في الهند، ثقافة وتاريخ الإقليم مرتبط بقوة بالثقافة التبتية.

## التاريخ

### التاريخ القديم

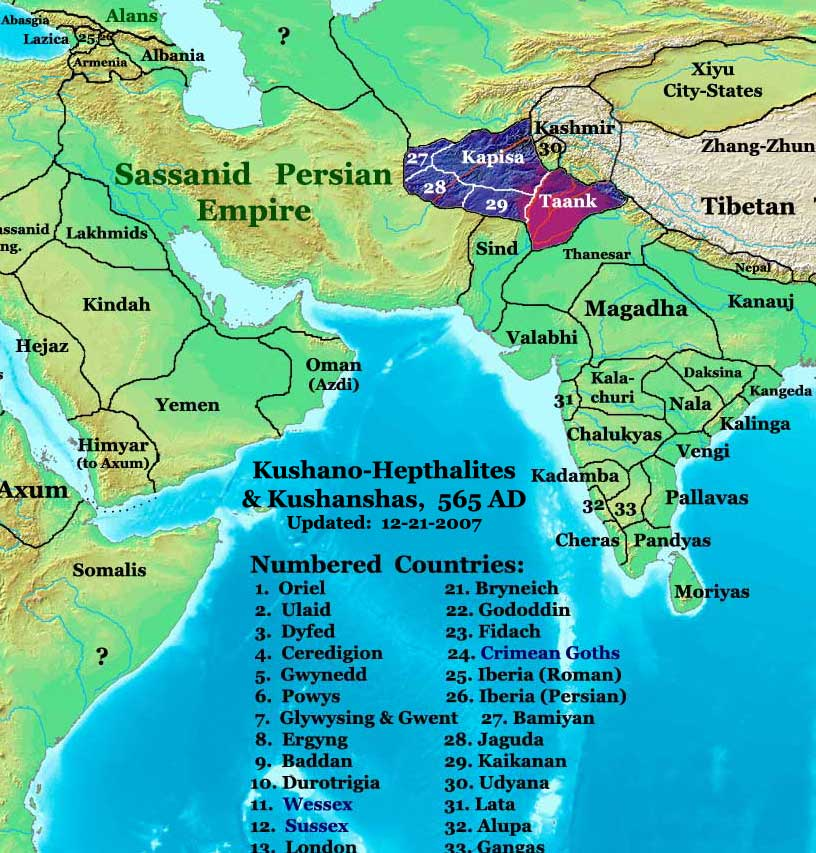
جنوب آسيا عام 565 م

تُظهر المنحوتات الصخرية المنتشرة في جميع أنحاء لداخ أنها كانت مأهولة منذ العصر الحجري الحديث. أول من سكانها هم بدو الكامبا، يليهم مستوطنوا كولو وبروكباس الذين جاؤوا من غلغت. أصبحت لداخ جزءًا من الإمبراطورية الكوشانية في القرن الأول ثم بدأت البوذية بالانتشار في غرب المنطقة من كشمير آتية في القرن الثاني. وصف الرحالة البوذي تشيونتسانغ لداخ في رواياته في القرن السابع وذكر أن اسمها Mo-lo-so، والذي يعتقد الأكاديميون أنه قد يكون مشتقًا من أسماء مثل *Malasa أو *Marāsa الذي يعتقد أنه الاسم الأصلي للمنطقة.
حكمت مملكة تشانغتشونغ التي تدين بالبونية التبت الغربية في معظم الألفية الأولى، وبسبب موقع لداخ الاستراتيجية بين التبت وكشمير فيعتقد أنهما تبادلا السيطرة على لداخ. رصد الأكاديميون تأثيرات قوية للغة وثقافة تشانغتشونغ في "لداخ العليا" (من القسم الأوسط من وادي السند إلى الجنوب الشرقي)، يقال إن ملك تشانغتشونغ قبل الأخير كان من لداخ.

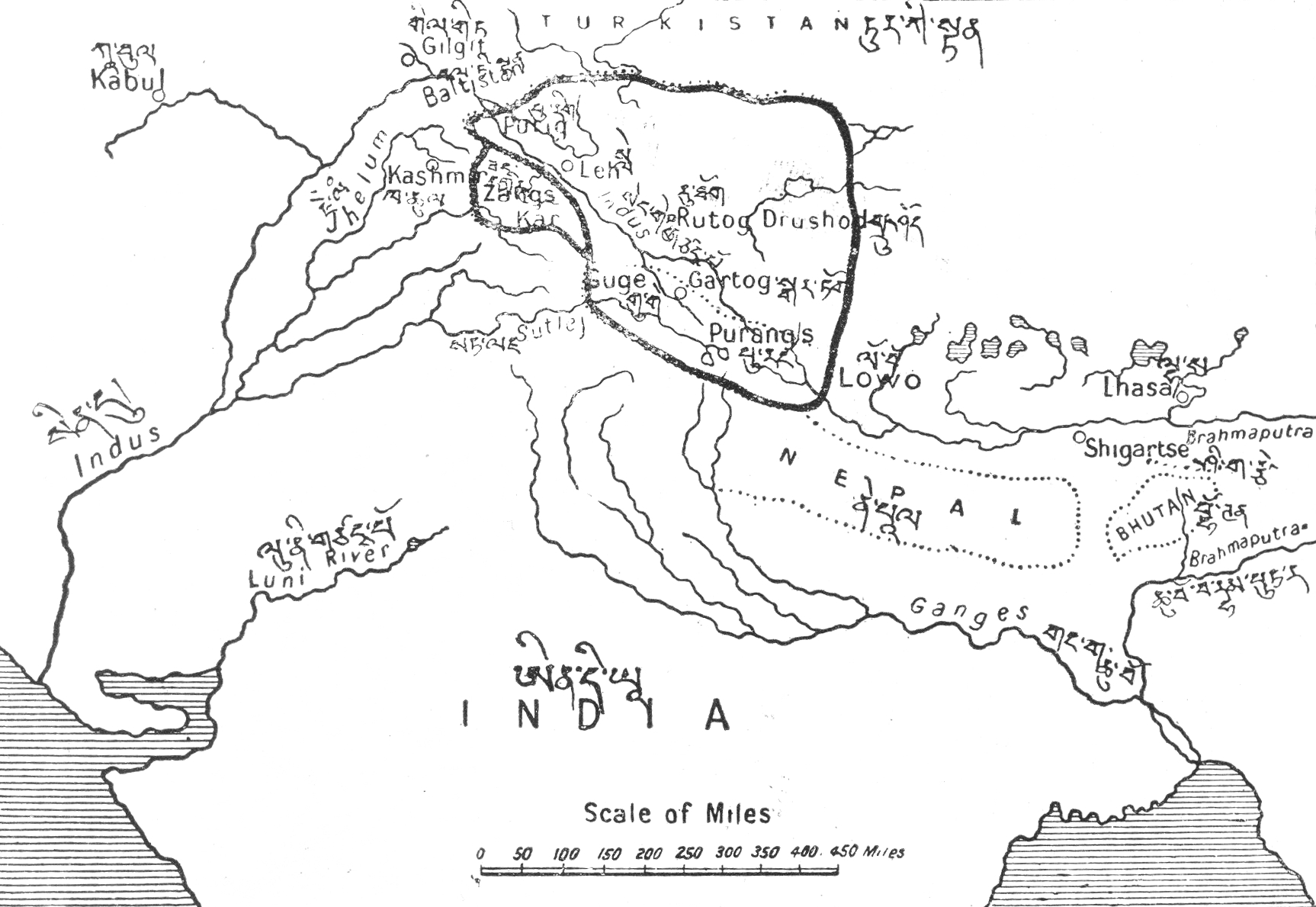
انقسمت إمبراطورية كييد نيماغون بين أبنائه الثلاثة تقريبا عام 930 م. تظهر أن لداخ كانت تتبع المملكة.

بدأت سلالة تانغ والإمبراطورية التبتية في الصراع على السيطرة على حوض تاريم منذ حوالي عام 660 م وهو نزاع استمر لثلاث قرون. سقطت مملكة تشانغتشونغ في خضم هذه الحروب ودخلت الدولة الكاركوتية والدولة الأموية في المنافسة على لداخ وبلتستان، يستنتج الأكاديميون من سجلات لداخ أنها ربما كانت توالي التبت بالأساس سياسيًا فقط خلال هذا الوقت، فظلت لداخ بوذية ولم تتبنى الثقافة التبتية حتى ذلك الحين.

### العصور الوسطى

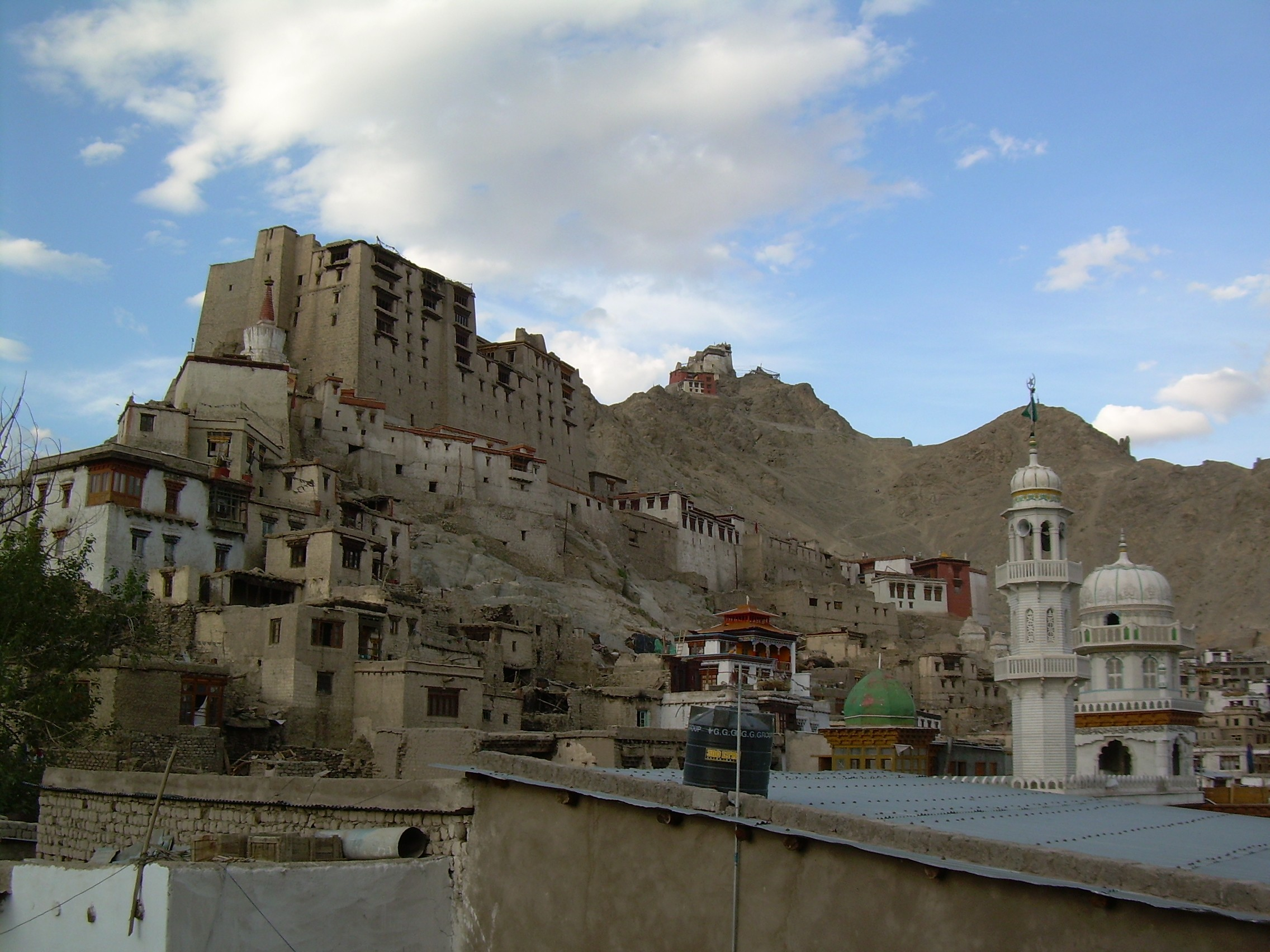
مسجد ليه الجامع بجوار قصر ليه

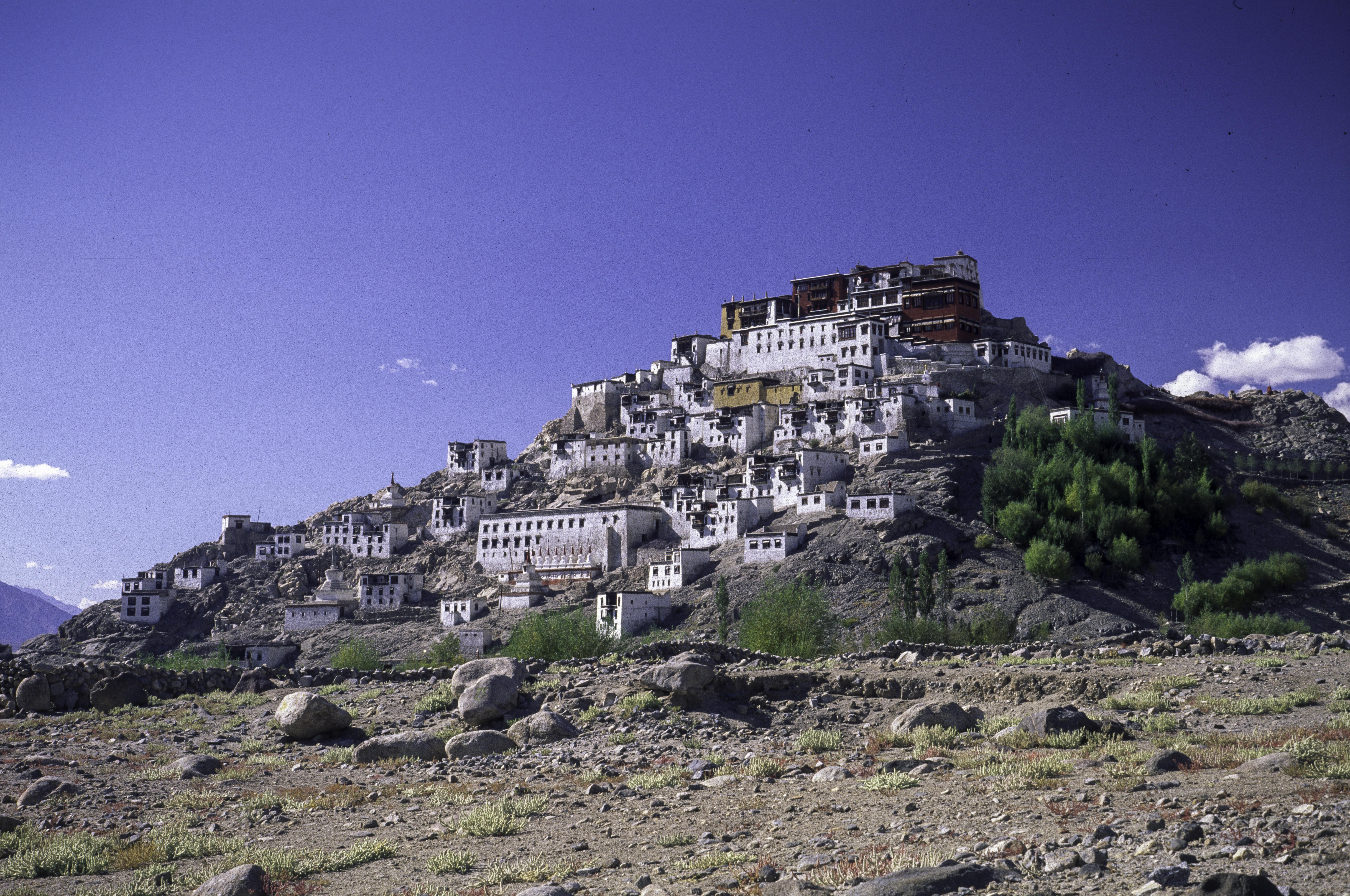
دير ثيكسي في لداخ

انتشر الدعاة المسلمون في لداخ بين عامي 1380 وأوائل القرن السادس عشر، من بينهم، كان ابن شهاب الهمداني ونوربخش الخراساني الصوفيين الذين نشروا الإسلام بين السكان المحليين. يُعتبر مير سيد علي أول لداخي يعتنق الإسلام، بنيت العديد من المساجد في لداخ في تلك الفترة في مولبي وبادوم وشي العاصمة. كما دعى محمد نور تليمذ السيد علي سكان لداخ للإسلام وسرعان ما اعتنق شعب بالتي الدين الجديد. وفي عام 1505، زار شمس الدين العراقي الشيعي كشمير وبالتستان في عام 1505 م ودعى للتشيع في المنطقة واتبعه كثير من مسلمي المنطقة.
ليس من الواضح ما حدث للإسلام والمسلمون بعد هذه الفترة لكن يبدو أنها فترة ركود وتراجع، فعندما ميرزا محمد حيدر دوغلات لداخ في 1532 و1545 و1548 لم يرى مسلمين في ليه أثناء غزوه على استمرار وازدهار الشيعة وطريقة نورباكشيا الصوفية في مناطق أخرى من لداخ.

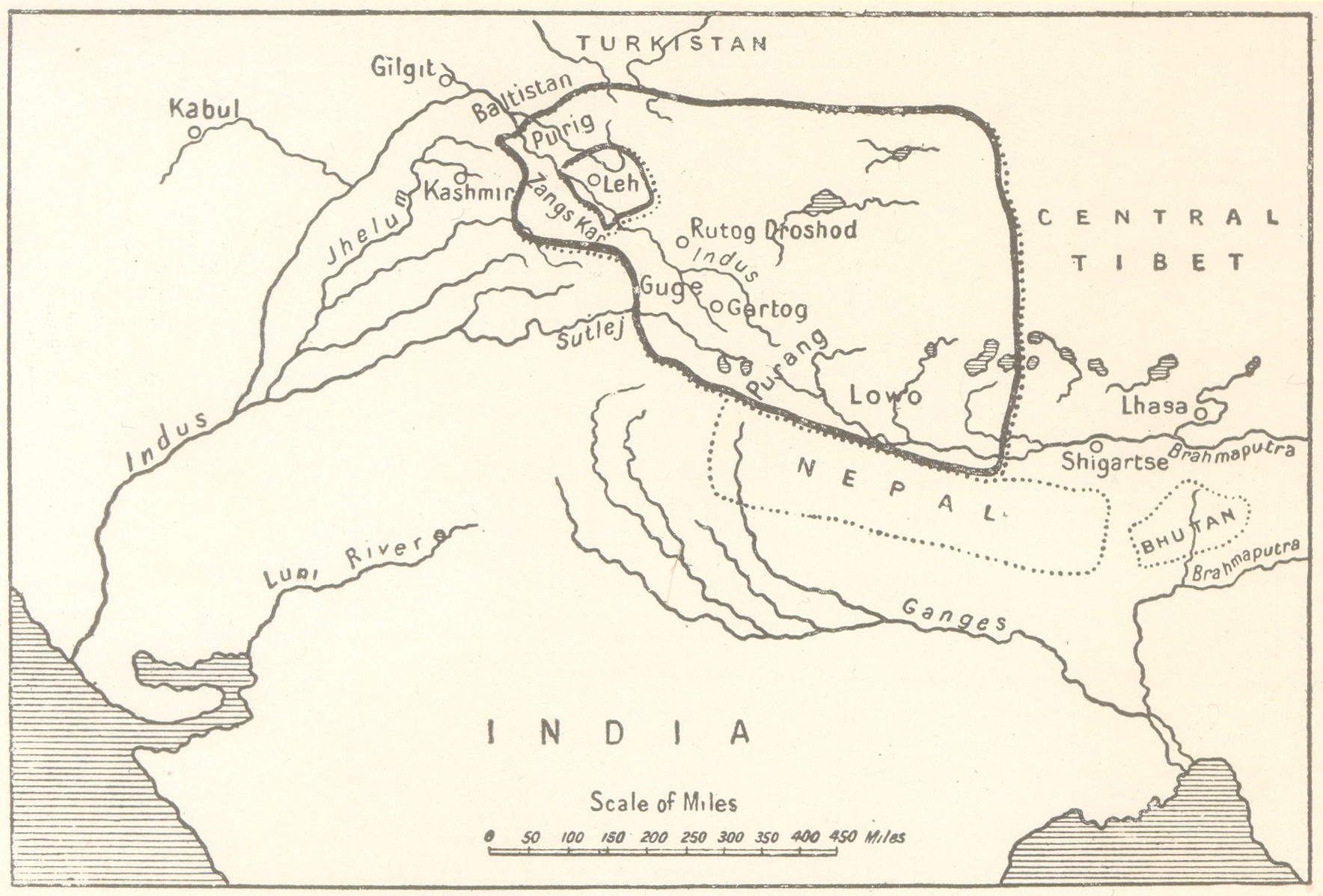
إمبراطورية الملكين تسيوانغ نامغيال وجاميانغ نامغيال حوالي 1560-1600 م

أعاد الملك بهاجان توحيد لداخ وأسس سلالة نامجيال ("المنتصر" في العديد من اللغات التبتية). صدت هذه السلالة معظم الغزاة من آسيا الوسطى وغزوا نيبال واحتلوها مؤقتا. غزا رجا علي شير خان أنشان البلتي المملكة وأسر الملك وجنوده. أعاد علي شير خان جاميانغ نامجيال لاحقا إلى العرش وزوجه أميرة مسلمة كان اسمها جيال خاتون أو أرجال خاتوم. كان من المقرر أن يرث ابنها من جاميانغ نامجيال حكم المملكة. تختلف الروايات التاريخية حول والد الأميرة، يذكر البعض أنه كان رجا من خابلو يابغو شي جيلازي أحد حلفاء علي أو أنها بنت علي نفسه.

تأصل الوجود الإسلامي في ليه مع بدايات القرن السابع عشر عقب غزو البلتيين وزواج جيال من جاميانغ. هاجر العديد من المسلمين إلى المنطقة في الفترة لأسباب متعددة. وقفت لداخ إلى جانب بوتان في نزاعها مع التبت في أواخر القرن السابع عشر، وهو الأمر الذي حفز التبت لغزو لداخ، في حرب التبت لداخ المغول (1679-1684). يؤكد المؤرخون الكشميريون أن ملك لداخ في ذلك الوقت اعتنق الإسلام مقابل مساعدة سلطنة المغول ودفع لهم الجزية، انتهت الحرب في عام 1684 بعدما وقع رئيس وزراء غاندن فودرانج ديسي سانجي جياتسو والملك ديليك نامجيال من لاداخ معاهدة تينغموسغانغ. تذكر سجلات لداخ أن المعاهدة حددت حدود التبت ولداخ عند مجرى لاهاري بالقرب من ديمشوك ونظمت بعثات التجارة والجزية بين لداخ والتبت. 

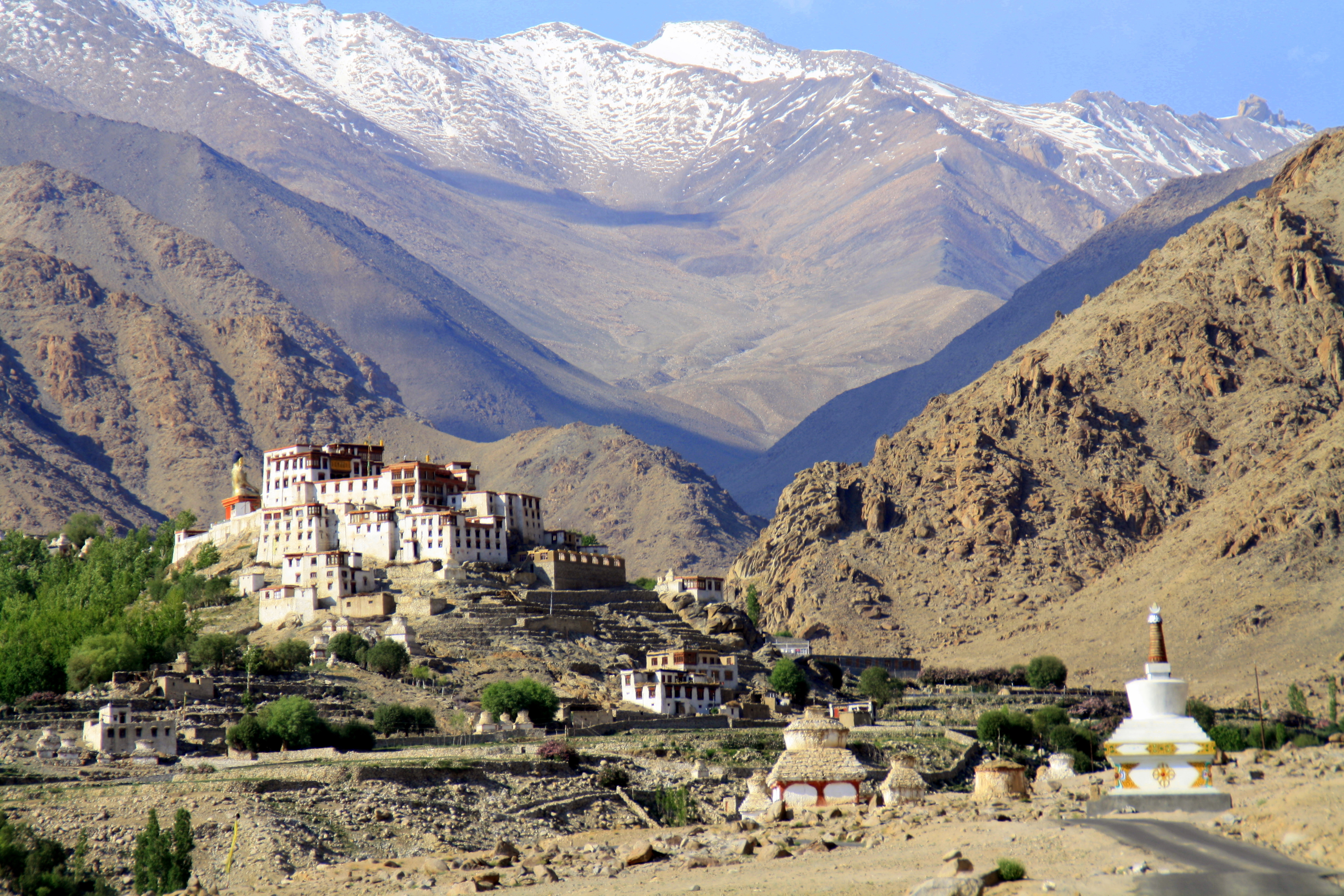
دير ليكير، لداخ
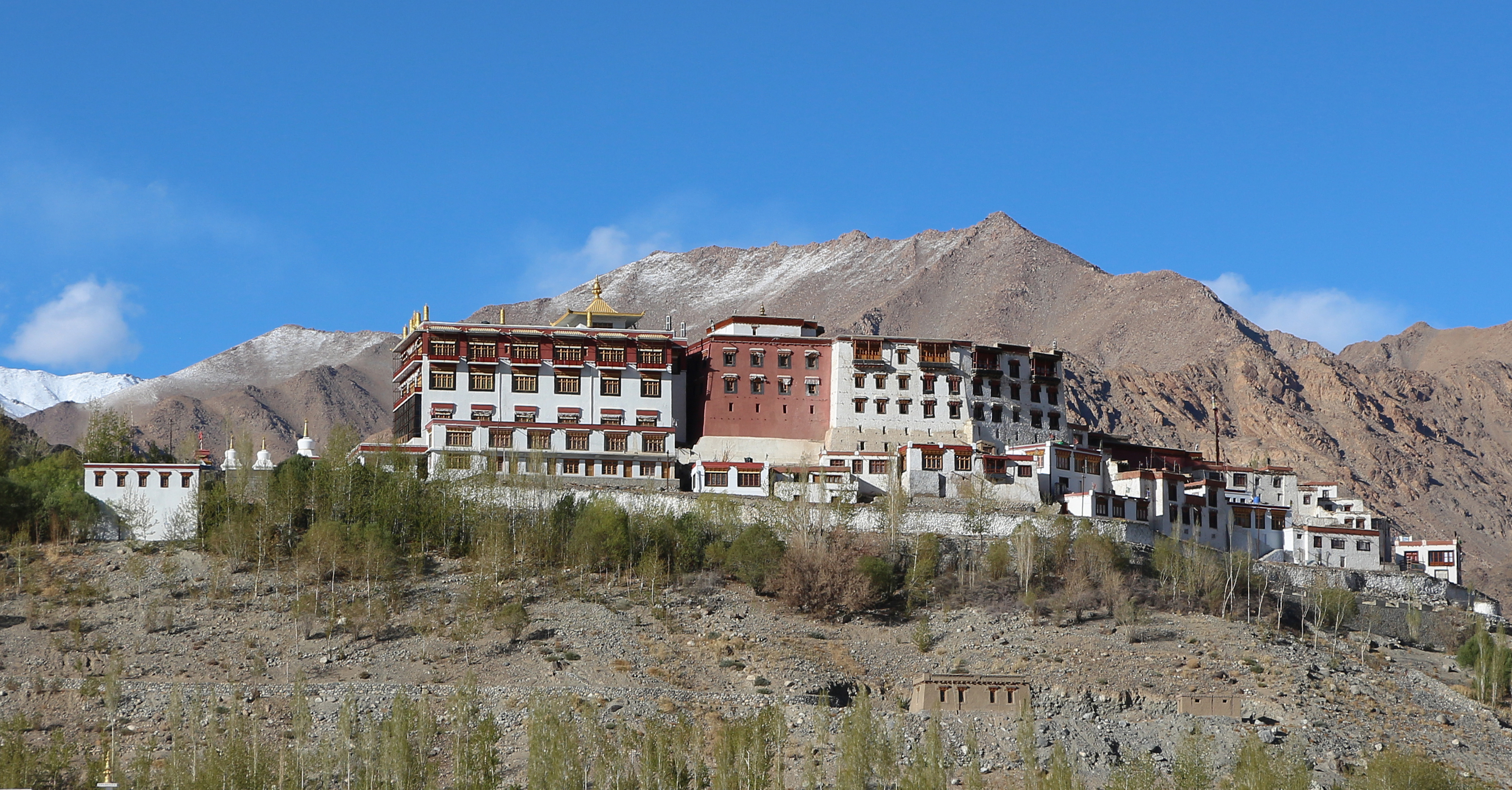
فيانغ غومبا، لداخ
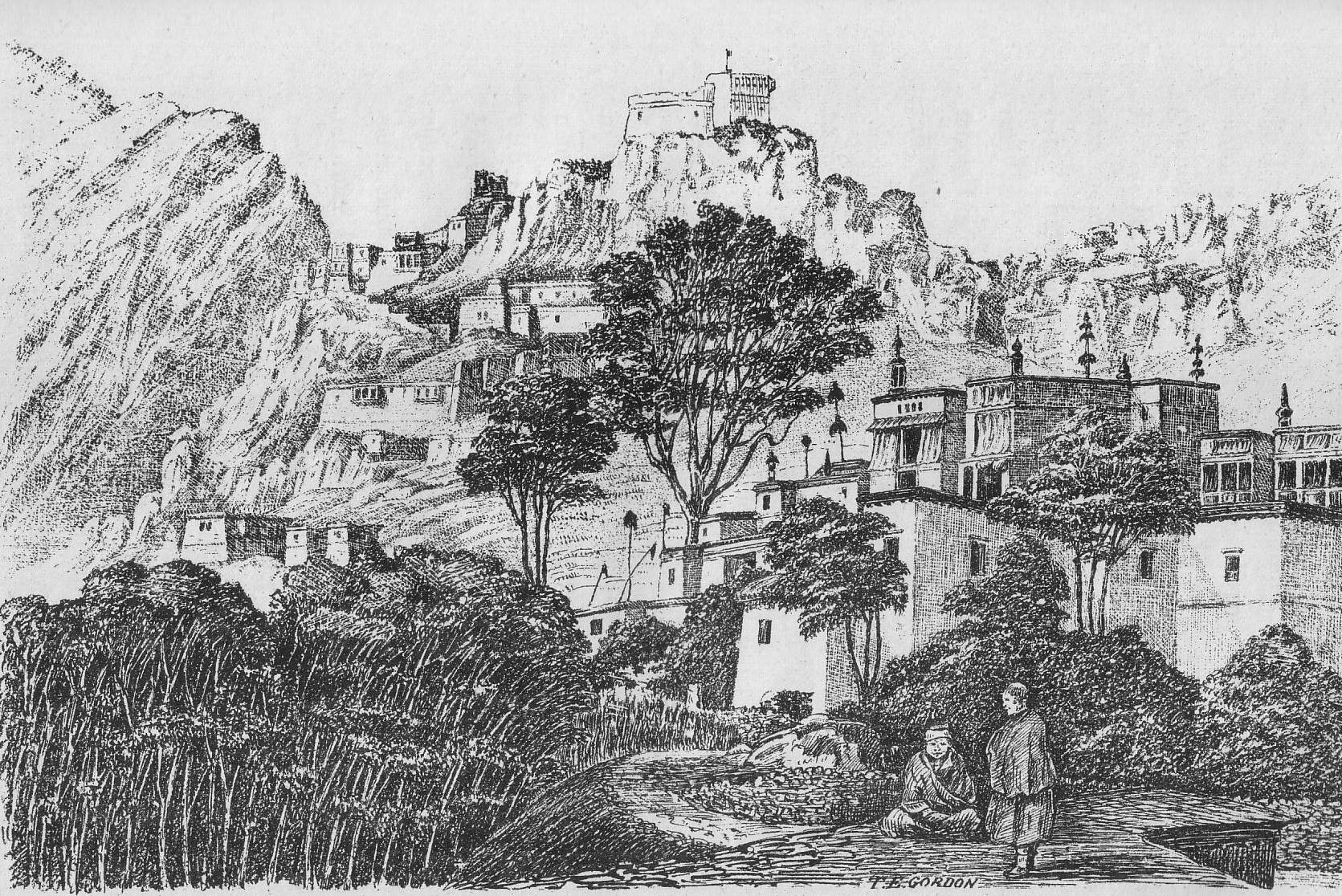
دير هيميس في سبعينيات القرن التاسع عشر

### ولاية جامو وكشمير الأميرية

منطقة جامو وكشمير الأميرية: الأراضي التي تسيطر عليها باكستان (بالأخضر) والهند (بالأزرق) والصين (بالأصفر)

غزا السيخ بقيادة الجنرال زوراوار سينغ الذي كان تحت إمرة راجا جولاب سينغ لداخ في عام 1834 وضمها إلى حكم إمبراطورية السيخ. أُنشئت ولاية جامو وكشمير الأميرية تحت السيادة البريطانية عقب الهزيمة السيخية في حرب السيخ الأولى. بدأ النفوذ الأوروبي يتزايد في لداخ في خمسينيات القرن التاسع عشر فزارها الجيولوجيون والرياضيون والسياح. كان يدير لداخ في ذلك الوقت دوجرا وكانت مقسمة إلى ثلاث مقاطعات هي ليه وسكردو وكارجيل. وكان مقر الوزارات يتنقل بين ليه وسكاردو كل ستة أشهر. حصلت لداخ على مقعدين في الجمعية التشريعية الهندية وقتما أنشئت في علم 1934. ادعى فونتسوك وانغيال الزعيم الشيوعي التبتي أن لداخ جزء من التبت.

### ولاية جامو وكشمير الهندية
قرر حاكم دوجرا ماهاراجا هاري سينغ البقاء مستقلاً وألا ينضم إلى الهند أو باكستان وقت تقسيم الهند عام 1947. غزت قوات باكستانية من غلغت المنطقة في أكتوبر وتقدمت نحو لداخ. للدفاع ضد الغزو، طلب رئيس وزراء الهند جواهر لال نهرو من سينغ أن يوقع على وثيقة الانضمام للهند كي يكون له حجة لوقف الغزو الباكستانية وهو ما حدث فبدأت العمليات العسكرية بين البلدين. نجح الجيش الهندي في السيطرة على دراس وكارجيل وليه وسيطر على لداخ بأكملها. أ
غلقت الصين الحدود بين نوبرا وسنجان في عام 1949 فأغلقت الطرق التجارية القديمة. بدأت الصين بناء طرق تربط سنجان بالتبت عبر أكساي تشين في عام 1955. حاولت الهند إعادة السيطرة على أكساي تشين فجرت الحرب الصينية الهندية في عام 1962 التي هزمت فيها الهند. كما بنت الصين طريق قراقرم السريع بالتعاون مع باكستان. بنت الهند طريق سريناجار ليه السريع في تلك الفترة والذي قلل مدة الرحلة من سريناجار إلى ليه من 16 يومًا إلى يومين، لكن الثلوج الكثيفة في الشتاء تغلقه. يُدرس حاليًا بناء نفق بطول 6.5 كـم (4.0 ميل) عبر ممر Zoji La لكي يكون الطريق مفتوحًا طوال العام.
قُسمت منطقة لداخ إلى مقاطعتي كارجيل وليه في عام 1979. أنشئ مجلس تنمية تلال لداخ ذاتية الحكم في تسعينيات القرن العشرين بعد مطالب الحكم الذاتي من حكومة الولاية التي يهيمن عليها الكشميريون. لكل من مقاطعتي ليه وكارجيل الآن مجالس هيل منتخبة محليا مع بعض السيطرة على السياسة المحلية وصناديق التنمية.
دارت رحى حرب الكارجيل بين الهند وباكستان من مايو إلى يوليو 1999 في منطقة كارجيل في لداخ، والتي اندلعت بسبب تسلل القوات الباكستانية - متنكرة في زي مسلحين كشميريين - إلى مواقع استراتيجية على الجانب الهندي من خط السيطرة الفعلية، قاد هذه القوات الجنرال أشرف رشيد. استعاد الجيش الهندي بدعم من القوات الجوية الهندية غالبية المواقع على الجانب الهندي من خط التماس. انسحبت القوات الباكستانية من جميع المواقع الهندية المتبقية على طول خط التماس بعد موجة من الضغط الدبلوماسي الدولي.
حدثت عدة مناوشات على الحدود بين الهند والصين من الحرب في عام 1962، بسبب الوجود المكثف لقوات كلا الجانبين وحقيقة أن من أصل 857 كيلومتر (533 ميل) من الحدود في لداخ 368 كم (229 ميل) من الحدود متنفق عليها وأن الباقي 489 كم (304 ميل) هو خط السيطرة الفعلية. من هذه المناوشات التي حدثت في منطقة تشومار المتنازع عليها في 2014 عندما اقترب 800 إلى 1000 جندي هندي و1500 جندي صيني من بعضهم البعض.

#### شعبة لداخ
حُول لداخ إلى قسم إداري ومالي منفصل ضمن جامو وكشمير في 8 فبراير 2019 بعد أن كانت سابقًا جزءًا من قسم كشمير. عين في لداخ مفوضًا للشعبة ومفتشًا عامًا للشرطة. اختيرت ليه لتكون مقرًا للقسم الجديد في البداية، لكن بعد احتجاجات تقرر أن تكون ليه وكارجيل معًا مقرًا للقسم فيتواجد في كل منهما مفوض قسم إضافي لدعم مفوض الشعبة والمفتش العام للشرطة.

### إقليم لداخ الاتحادي
طالب سكان لداخ بجعل لداخ إقليمًا منفصلًا بسبب المعاملة غير العادلة من كشمير والفروق الثقافية بين لداخ ووادي كشمير ذي الأغلبية المسلمة منذ ثلاثينيات القرن العشرين، لكن قد عارض بعض سكان كارجيل تشكيل إقليم لداخ الاتحادي. بدأ أول تحريض منظم ضد "هيمنة" كشمير في عام 1964، وزادت مطالبات الجمهور في أواخر الثمانينات.
أول من طرح جعل لداخ إقليمًا اتحاديًا في البرلمان هو كوشوك باكولا رينبوتشي في حوالي عام 1955 وتبناها لاحقًا البرلماني ثوبستان تشيوانغ. كانت ولاية جامو وكشمير السابقة تتلقى تخصيصات مالية سنوية كبيرة من الحكومة الاتحادية نظرًا للمساحة الجغرافية الواسعة للاداخ التي تشكل 65٪ من المساحة الكلية لولاية جامو وكشمير، بينما كان يُخصص للداخ فقط 2٪ من ميزانية الولاية بسبب عدد سكانها القليل. ارتفعت مخصصات ميزانية لداخ السنوية أربعة أضعاف من 57 كرور روبية إلى 232 كرور روبية في السنة الأولى لتشكيل إقليم لداخ المنفصل.
أصدر برلمان الهند قانون إعادة التنظيم في أغسطس 2019، الذي يتضمن أحكامًا لإعادة تشكيل إقليم لداخ الاتحادي منفصل عن جامو وكشمير يسري القانون في 31 أكتوبر 2019. يدير أراضي الاتحاد وفقا للقانون نائب حاكم يمثل الحكومة المركزية الهندية ولا توجد جمعية تشريعية منتخبة أو رئيس وزراء. تواصل كل مقاطعة داخل إقليم الاتحاد انتخاب مجلس مقاطعة مستقل كما في السابق.

## الجغرافيا

خريطة منطقة لداخ الوسطى

لداخ هي أعلى هضبة في الهند متوسط ارتفاعها 3,000 م (9,800 قدم). تمتد الهضبة من جبال الهيمالايا إلى سلسلة جبال كونلون ويجري فيها وادي نهر السند العلوي. تكونت سلاسل جبال هذه المنطقة منذ 45 مليون سنة بسبب طي الصفيحة الهندية تحت الصفيحة الأوراسية الأكثر ثباتًا. تكثر الزلال في المنطقة وهي تقع في المنطقة الثامنة عالية الخطورة.
لداخ هي صحراء عالية الارتفاع فتشكل جبال الهيمالايا ظلًا مطريًا يمنع عادةً مرور السحب الموسمية. المصدر الأساسي للمياه فيها هي الثلوج التي تتساقط على الجبال في الشتاء. تعزى الفيضانات بها (مثل فيضانات عام 2010) إلى أنماط الأمطار غير المعتادة وانحسار الأنهار الجليدية وهما مرتبطان بتغير المناخ العالمي. لمعالجة موضوع انحسار الأنهار الجليدية أطلق مشروع ليه للتغذية الذي يقوده تشيوانغ نورفيل - الذي يزرع فيه أنهار جليدية اصطناعية كحل لانحسار الأنهار الجليدية الطبيعية.

متوسط درجة الحرارة الشهري في ليه

تشهد المناطق الواقعة شمال جبال الهيمالايا - مثل دراس ووادي سورو وزانغسكار - تساقطًا كثيفًا للثلوج وتبقى معزولة عن باقي المنطقة لأشهر عدة خلال السنة كما تظل المنطقة ككل معزولة عن باقي البلاد. الصيف قصير ولكنه طويل بما فيه الكفاية لزراعة المحاصيل والطقس فيه جاف ولطيف. ترواح درجات الحرارة العظمى في الصيف بين 3 إلى 35 °م (37 إلى 95 °ف) والصغرى تتراوح بين −20 إلى −35 °م (−4 إلى −31 °ف) في الشتاء.

### الحياة البرية
ينتشر الضأن الأزرق في المنطقة وهو أكثر أنواع ذوات الحوافر الجبلية انتشارًا بها، على عدم وجوده في بعض مناطق زانجسكار وشام، وهو فريسة مفضلة لنمر الثلوج النادر. ينتشر الوعل السيبيري في الجزء الغربي من لداخ وهو ثاني أكثر أنواع ذوات الحوافر الجبلية انتشارًا بها بتعداد يقارب 6000 حيوان. يتكيف هذا الوعل مع التضاريس الوعرة فيتسلق الصخور شبه العمودية بسهولة عند شعوره بالخطر. يوجد حوالي 3000 حيوان من الأوريال اللاداخي وهو خروف جبلي فريد يعيش في جبال المنطقة لكن تعداده في تناقص.
يتعبر الأرغل التبتي هو أكبر أنواع الأغنام البرية في العالم بطول يتراوح بين 1.1 إلى 1.2 متر (3.5 إلى 4 قدم)، ينتشر في هضبة التبت والمناطق المحيطة بها، لكن يوجد منه فقط حوالي 400 في لداخ. يفضل الأرغل العيش الحقول العشبية المفتوحة والتلال المتدحرجة بدلاً من الجبال شديدة الانحدار. لداخ هي أيضًا موطن لظبي التبت الذي في المراعي الواسعة شرق لداخ المتاخمة للتبت.
ينتشر فرأ التبت في السهول العشبية بتشانغثانغ ويقدر عددهم بحوالي 2500، يعتبره البدو الرحل في تشانغثانغ المسؤول عن تدهور المراعي. يوجد حوالي 200 نمر ثلجي في لداخ من أصل 7000 نمر في العالم كله، يعتبر متنزه هيميس الوطني في وسط لداخ موطنًا مثاليًا لهذا المفترس. يوجد وشق أوراسيا النادر في نوبرا وتشانغثانغ وزانسكار. يندر وجود السنور المغولي الذي يشبه القطط المنزلية إلى حد ما، نادرة جدًا في لداخ ولا يُعرف الكثير عنه. هناك أيضا أعداد من ذئب الهملايا الذي يقتله سكان لداخ لاستهدافه أحيانًا لمواشيهم، وثعلب التبت في وادي سورو والمناطق المحيطة بدراس، بالإضافة المرموط والقواع وعدة أنواع من البيكا والفئران.

### النبات
الغطاء النباتي في لداخ متفرق جدًا باستثناء المناطق القريبة من مجاري الأنهار والأراضي الرطبة وعلى المنحدرات الشاهقة، سُجل حوالي 1250 نوعًا من النباتات تشمل المحاصيل في لداخ. اكتشف نبات Ladakiella klimesii الذي ينمو على ارتفاع يصل إلى 6,150 متر (20,180 قدم) فوق مستوى سطح البحر أول مرة في هذه المنطقة وسمي باسمها.
يندر وجود النبات في أغلب المنطقة بسبب قلة الأمطار، تنمو النباتات الطبيعية بالأساس على ضفاف المجاري المائية وفي المناطق العالية التي تسقط فيها كميات أكبر من الثلوج وتقل درجات الحرارة فيها في الصيف. تزدهر النباتات أيضا في المستوطنات البشرية بسبب الاعتناء بها. من النباتات الطبيعية الشائعة على ضفاف المجاري المائية نجد الغاسول والورود البرية بألوانها الوردية أو الصفراء والكروياء والقراص الكبير والنعناع وأنواع مختلفة من الأعشاب.

## السياسة والإدارة

شعار لداخ

تُدار لداخ كإقليم اتحادي بدون تشكيل جمعية تشريعية أو حكومة منتخبة وفقًا لأحكام قانون إعادة تنظيم جامو وكشمير. يتولى رئاسة الحكومة نائب الحاكم الذي يعينه رئيس الهند ويعاونه موظفون من الخدمة الإدارية الهندية. تخضع لداخ للولاية القضائية للمحكمة العليا لجامو وكشمير ولداخ. إقليم لداخ الاتحادي لديه قوة شرطة خاصة به يرأسها مدير عام للشرطة.
يمثل لداخ عضو واحد في مجلس النواب في البرلمان الهندي. النائب عن دائرة لداخ الانتخابية في لوك سابها الحالي هو جاميانغ تسيرينغ نامغيال من حزب بهاراتيا جاناتا.

### المقاطعات
أعلنت حكومة الهند عن تشكيل 5 مناطق جديدة وهي زانسكار ودراس وشام ونوبرا وتشانغثانغ في لداخ لتسهيل الإدارة وزيادة التمثيل بحلول عام 2028. سيزداد العدد الإجمالي للمقاطعات في لداخ بهذه الخطوة من مقاطعتين إلى سبعة. ينقسم الإقليم إلى المقاطعات الآتية:
| المقاطعة   | المركز      | المساحة (كم2) | السكان (تعداد 2011) | تاريخ الإنشاء | السلف      | مجلس الحكم الذاتي                                  | رابط                  |
| ---------- | ----------- | ------------- | ------------------- | ------------- | ---------- | -------------------------------------------------- | --------------------- |
| كارجيل     | كرغيل       | 14٬086        | 140٬802             | 1979          | مقاطعة ليه | Ladakh Autonomous Hill Development Council, Kargil | http://kargil.nic.in/ |
| مقاطعة ليه | ليه         | 45٬110*       | 133٬487             | 1979          | لداخ       | Ladakh Autonomous Hill Development Council, Leh    | http://leh.nic.in/    |
| Changthang | Changtang   |               |                     | 2024          | مقاطعة ليه |                                                    |                       |
| Drass      | Dras        |               |                     | 2024          | كارجيل     |                                                    |                       |
| Nubra      | Nubra       |               |                     | 2024          | مقاطعة ليه |                                                    |                       |
| Sham       | Sham Valley |               |                     | 2024          | مقاطعة ليه |                                                    |                       |
| Zanskar    | Zanskar     |               |                     | 2024          | كارجيل     |                                                    |                       |
| المجموع    |             | 59٬146*       | 274٬289             |               |            |                                                    |                       |

### مجالس المقاطعات ذات الحكم الذاتي
يدير لداخ مجلسين من مجالس المقاطعات ذات الحكم الذاتي وهي: مجلس تنمية تلال لداخ ذاتية الحكم، كارجيل ومجلس تنمية تلال لداخ ذاتية الحكم، ليه. يعمل مجلسا المقاطعات المتمتعة بالحكم الذاتي مع البانشيات القروية لاتخاذ قرارات بشأن التنمية الاقتصادية والرعاية الصحية والتعليم واستخدام الأراضي والضرائب والحكم المحلي والتي تراجع بشكل أكبر في مقر الكتلة بحضور كبير المستشارين التنفيذيين وأعضاء المجالس التنفيذية. لا يزال مجلسا المقاطعات المتمتعان بالحكم الذاتي موجودين حتى بعد تشكيل إقليم لداخ الاتحادي في 31 أكتوبر 2019.

## الاقتصاد
الزراعة والسياحة هما ركزيتا اقتصاد الإقليم. فمن ناحية الزراعية فالشعير والقمح هما المحصولان الرئيسيان، كان الأرز في الماضي يُعتبر رفاهية في النظام الغذائي لسكان لداخ، ولكنه أصبح الآن بدعم من الحكومة عنصرًا أساسيًا وميسور التكلفة. كان الشعير العاري المحصول الرئيسي التقليدي في لداخ، تتباين فترات النمو بشكل كبير مع الارتفاع. أعلى نقطة صالحة للزراعة هي كورزوك على ضفاف بحيرة تسو موريري على ارتفاع 4600 متر، تحتوي المنطقة على أعلى الحقول في العالم. أما التجارة فقد عملت أقلية من شعب لداخ كتجار وأصحاب قوافل وتجاروا في المنسوجات والسجاد والأصباغ والمخدرات بين البنجاب وسنجان. لكن توقفت هذه التجارة الدولية بالكامل بعد إغلاق الحكومة الصينية للحدود بين منطقة التبت ذات الحكم الذاتي ولداخ.
توجد إمكانيات ضخمة لتوليد الطاقة الكهرومائية على الجاري في الإقليم. تزخر المنطقة برواسب الحجر الجيري التي تستخدم في صناعة الأسمنت. حفزت الحكومة الهندية انتقال الرحلات والأنشطة السياحية من منطقة كشمير المضطربة إلى لداخ المستقرة نسبياً منذ عام 1974. تشكل الآن السياحة 50٪ من الناتج المحلي الإجمالي للمنطقة على أنها تشغل فقط 4٪ من القوى العاملة في لداخ.

## النقل

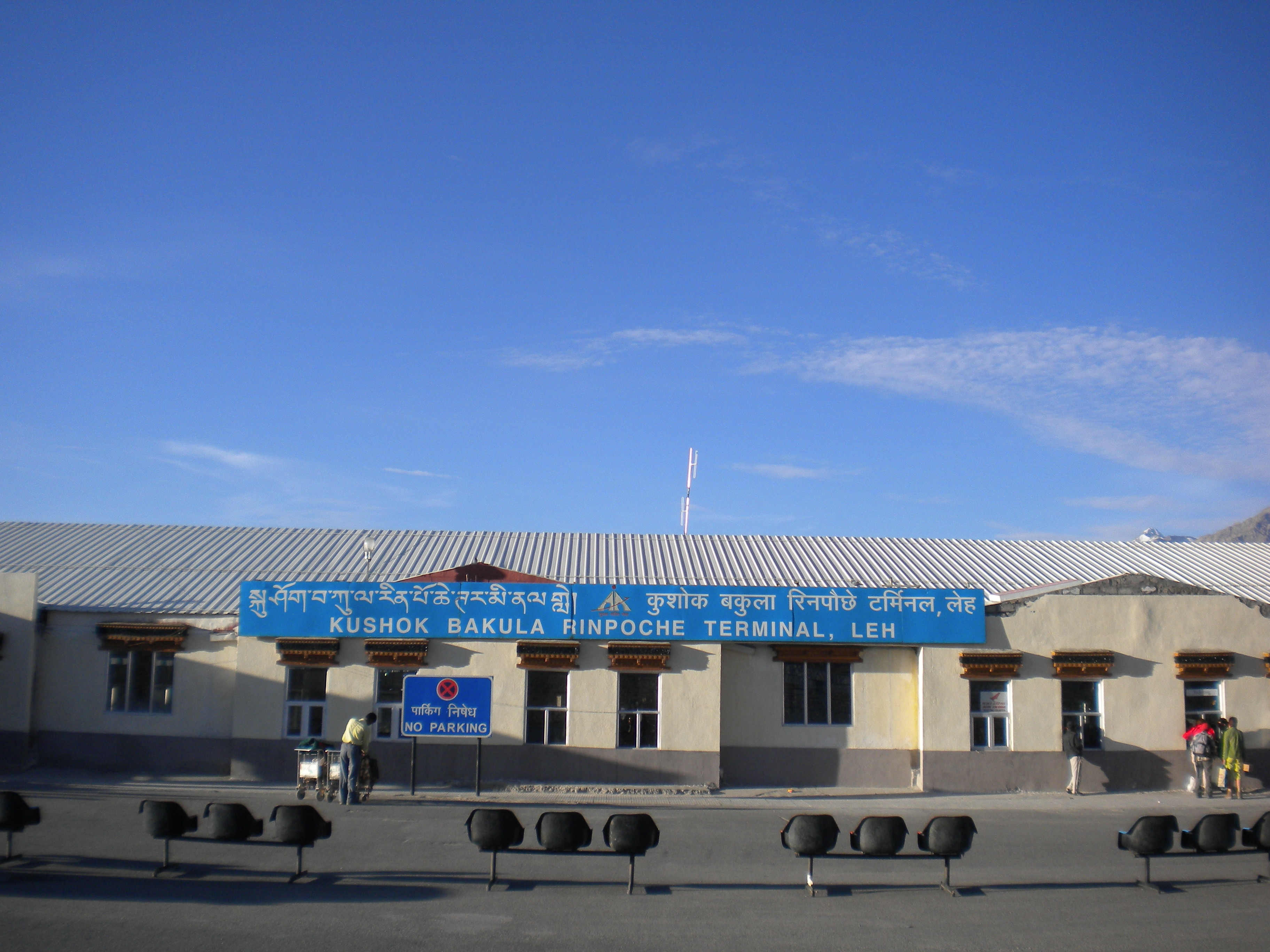
مطار كوشوك باكولا ريمبوتشي

يبلغ طول الطرق في لداخ حوالي 1,800 كـم (1,100 ميل) منه 800 كـم (500 ميل) معبدة. يوجد طريقان رئيسيان يصلان لداخ ببقية الهند: الطريق الوطني NH1 الذي يربط سري نكر بكارجيل وليه، والطريق الوطني NH3 الذي يربط منالي بليه. كما يوجد طريق ثالث قيد الإنشاء وهو طريق نيمو بادام دارشا.
يوجد مطار كوشوك باكولا ريمبوتشي في ليه تطير منه رحلات يومية إلى دلهي ورحلات أسبوعية إلى سري نكر وجامو. ويوجد مهبطان للطائرات في دولت بيك أولدي وفوكتشي للأغراض العسكرية. كان يستخدم مطار كارجيل سابقًا للرحلات المدنية ولكن يستخدمه الآن الجيش الهندي، يُعتبر المطار قضية سياسية بالنسبة للسكان المحليين الذين يطالبون بأن تعود إليه الرحلات المدنية. قامت القوات الجوية الهندية في السنوات الأخيرة بتشغيل خدمة نقل سريع تنقل السكان المحليين خلال فصل الشتاء إلى جامو وسري نكر وشانديغار. وقد شهد مطار كارجيل أول هبوط لطائرة مدنية في عام 2012 تابعة لشركة مانترا والتي تتسع لـ17 مقعدًا، بحضور شخصيات بارزة مثل رئيس الوزراء عمر عبد الله. لكن هذه الرحلات ليست ثابتة ومستمرة، وتوجد خطط لتوسيعه.

## السكان
الدين في لداخ (2011)
يعيش حوالي 84٪ من سكان لداخ في القرى. انخفضت نسبة النوع الاجتماعي في مقاطعة ليه من 1011 امرأة لكل 1000 رجل في عام 1951 إلى 805 امرأة لكل 1000 رجل في عام 2001، بينما انخفضت في مقاطعة كارجيل من 970 إلى 901 امرأة لكل 1000 رجل. تصل نسبة النوع الاجتماعي في المناطق الحضرية في كلتا المقاطعتين إلى حوالي 640 امرأة لكل 1000 رجل، مما يعكس وجود أعداد كبيرة من العمال والتجار الموسميين والمهاجرين غلبهم من الرجال. بلغ متوسط معدل النمو السكاني السنوي بين عامي 1981 و2001 نسبة 2.75٪ في مقاطعة ليه و2.83٪ في مقاطعة كارجيل.
| السنة | مقاطعة ليه | مقاطعة ليه | مقاطعة ليه | كارجيل  | كارجيل     | كارجيل     |
| السنة | السكان     | نسبة النمو | نسبة الجنس | السكان  | نسبة النمو | نسبة الجنس |
| ----- | ---------- | ---------- | ---------- | ------- | ---------- | ---------- |
| 1951  | 40,484     | —          | 1011       | 41,856  | —          | 970        |
| 1961  | 43,587     | 0.74       | 1010       | 45,064  | 0.74       | 935        |
| 1971  | 51,891     | 1.76       | 1002       | 53,400  | 1.71       | 949        |
| 1981  | 68,380     | 2.80       | 886        | 65,992  | 2.14       | 853        |
| 2001  | 117,637    | 2.75       | 805        | 115,287 | 2.83       | 901        |
| 2011  | 133,487    |            | 690        | 140,802 |            | 810        |

### الدين
لغات لداخ (تعداد 2011)
يشكل المسلمون (أغلبهم شيعة) 76.87٪ من سكان مقاطعة كارجيل بإجمالي عدد سكان يبلغ 140,802، بينما يشكل البوذيون 66.40٪ من سكان مقاعطة ليه بإجمالي عدد سكان يبلغ 133,487 نسمة في تعداد عام 2011. أسست خمس مقاطعات جديدة في عام 2024 يشكل فيها البوذيون الأغلبية هي ليه وتشانغثانغ وزانسكار وشام ونوبرا. أما المسلمون فيهم الأغلبية في منطقتي كارجيل ودراس، تدين قبائل البروكبا والدروكبا والدارد والشينو وشعب الشينا التي تسكن مناطق دراس ودا هانو بالإسلام ويعتنق أقلية صغيرة منهم البوذية التبتية والهندوسية.

### اللغات
اللغة الرئيسية في منطقة ليه هي اللداخية المعروفة أيضًا بالبوتية، وهي لغة تبتية. والبورجية، التي تُعتبر أحيانًا لهجة من لهجات اللغة البلتية وهي اللغة الأم في منطقة كارجيل. يتحدث معظم سكان لداخ، وخاصة الشباب، الإنجليزية والهندية بطلاقة نتيجة تعلمها تعليم اللغات في المدارس. تُجرى الأعمال الإدارية والتعليمية باللغة الإنجليزية.

## الثقافة
تشبه ثقافة لداخ بشكل كبير ثقافة التبت.

### المطبخ

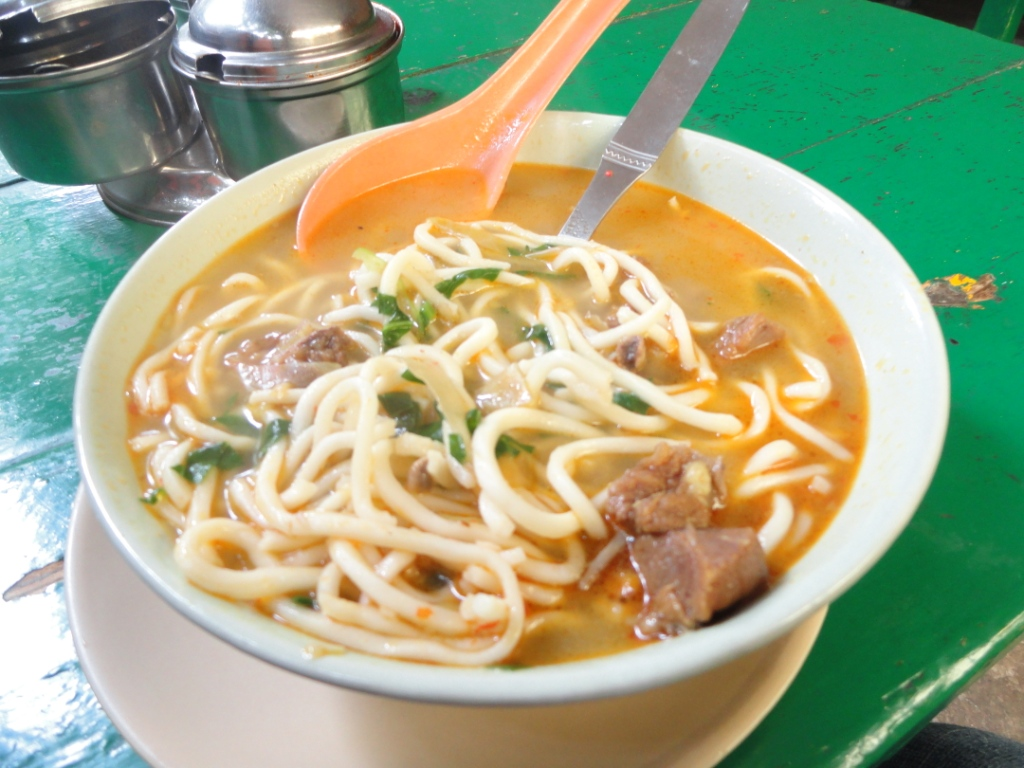
Thukpa

يتشارك الطعام اللاداخي الكثير من المأكولات التبتية، ومن أشهر الأطباق ثوكبا (حساء المعكرونة) والتسامبا المعروف في لداخ باسم نغامبي (دقيق الشعير المحمص). يشمل المطبخ اللداخي السكيو والتشوتاغي وهي أطباق معكرونة وحساء ثقيلية وغنية، فيُصنع السكيو من الخضروات الجذرية واللحوم، ويُضاف إلى التشوتاغي الخضار والخضار الورقي. أصبحت الأطعمة من السهول الهندية أكثر انتشارًا مع تحول لداخ نحو اقتصاد نقدي. ويُخمر معظم الشعير الزائد ليصبح تشانغ وهو مشروب كحولي يُستهلك خاصة في المناسبات الاحتفالية.

### الرياضة
هوكي الجليد هي الرياضة الأكثر شعبية في الإقليم وتُلعب عادةً على الجليد الطبيعي من منتصف ديسمبر إلى منتصف فبراير. الرماية هي رياضة تقليدية أخرى في لداخ وهي أحد ركائز هرجانات بالقرى مع الرقص التقليدي والشرب والقمار. والبولو هي أحدى الرياضات التقليدية الأخرى ربما دخلت إلى لداخ في منتصف القرن السابع عشر على يد الملك سينغ نامجيال الذي كانت والدته أميرة بالتية، تُقام مسابقات سنوية للبولو سنويًا في منطقة دراس بكارجيل. يقام ماراثون لداخ في ليه سنويًا منذ عام 2012، هو ماراثون على ارتفاعات تتراوح بين 11,500 و17,618 قدمًا (3,505 إلى 5,370 مترًا) ويُعد من أعلى سباقات الماراثون في العالم.

### الطب التقليدي
كان الطب التبتي هو النظام الصحي التقليدي في لداخ لأكثر من ألف عام وفي الطب التبتي عناصر من الأيورفيدا والطب الصيني بالإضافة إلى فلسفة وعلم الكونيات البوذية التبتية. يظل هذا الطب جزءًا أساسيًا من الرعاية الصحية العامة خصوصًا في الريفية المنعزلة. تسعى الحكومة والمنظمات المحلية والدولية لتطوير وتحديث هذا النظام التقليدي. المعهد الوطني للبحوث في سوا ريجبا في ليه هو مركز للبحث في الطب التقليدي ومستشفى يقدم العلاجات التقليدية.

## التعليم
بلغ معدل الإلمام بالقراءة والكتابة في مقاطعة ليه 62% (72% للذكور و50% للإناث)، وفي مقاطعة كارجيل 58% (74% للذكور و41% للإناث) في تعداد 2001. كان التعليم محدودًا أو غير موجود إلا في الأديرة، وكان رسل عادة ابن واحد من كل عائلة إتقان الأبجدية التبتية لقراءة النصوص المقدسة. كان هناك 904 مدرسة تديرها الحكومة في لداخ و 113 مدرسة خاصة تدعمها الحكومة في يناير 2020.
افتتحت البعثة المورافية مدرسة في ليه في أكتوبر 1889، وأصدر وزير الوزارات في بالتستان ولداخ أمرًا بأن ترسل كل عائلة لديها أكثر من طفل واحد إلى المدرسة، واجه هذا الأمر مقاومة شديدة من السكان المحليين الذين كانوا يخشون إجبار أطفالهم على التحول إلى المسيحية، قدمت المدرسة تعليمًا في اللغة التبتية والأردية والإنجليزية والجغرافيا والعلوم وعلم الطبيعة والرياضيات والهندسة ودراسة الكتاب المقدس. افتتحت "جمعية لامدون للرعاية الاجتماعية" في عام 1973 أول مدرسة محلية لتقديم التعليم الغربي. توسعت المدرسة المعروفة الآن باسم مدرسة لامدون النموذجية الثانوية العليا، لتستوعب نحو ألفي تلميذ في فروع متعددة بدعم من الدالاي لاما وبعض المنظمات الدولية.

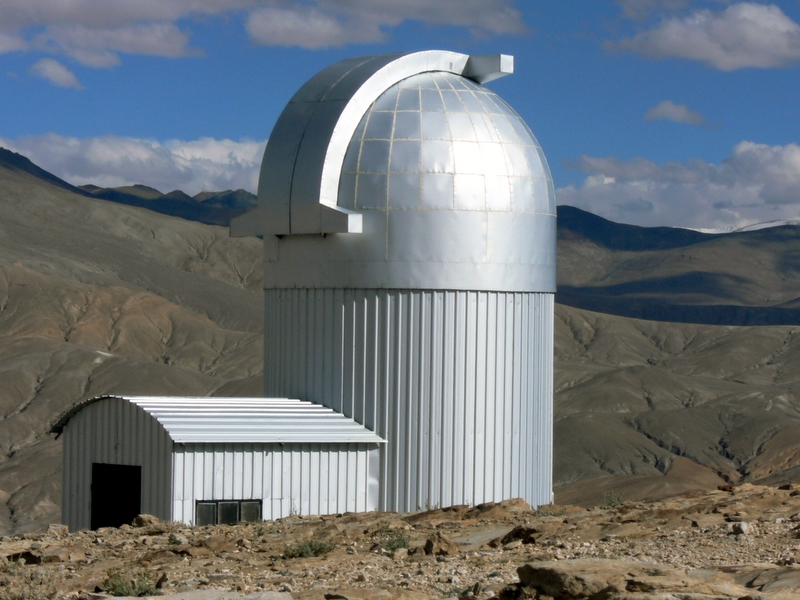
المرصد الفلكي الهندي بالقرب من ليه

أسست الحركة التعليمية والثقافية لطلاب لداخ مبادرة الأمل الجديد في عام 1994 وهي حملة تهدف إلى توفير تعليم يتناسب ثقافيًا ويكون ملائمًا محليًا ولجعل المدارس الحكومية أكثر فاعلية وكفاءة. يعتبر المعهد المركزي للدراسات البوذية في ليه أقدم مؤسسة تركز بشكل رئيسي على الفلسفة البوذية ولكنه يُدرس أيضًا درجات علمية في مجالات متنوعة.
تُمكن جامعة لداخ، بحرميها الجامعيين في كارجيل وليه والكليات التابعة لها، الطلاب من مواصلة التعليم العالي دون الحاجة لمغادرة الإقليم. كما وافق مجلس وزراء الاتحاد على إنشاء جامعة مركزية في لداخ. ويوجد المرصد الفلكي الهندي في هانلي ويديره المعهد الهندي للفيزياء الفلكية.
أعلن السيد جي كيشان ريدي وزير الدولة الاتحادي للشؤون الداخلية في بيان مكتوب بالبرلمان في ديسمبر 2019، أن الحكومة الهندية وافقت على تأسيس كلية طبية ومعهد وطني للبحوث في سوا ريجبا بمنطقة ليه. أجرى البرلمان الهندي تعديلاً على قانون الجامعات المركزية لتأسيس جامعة مركزية في لاداخ تُعرف باسم "جامعة سيندهو المركزية" في أغسطس 2021.

## الإعلام
يوجد محطات محلية في ليه لإذاعة كل الهند الحكومية (AIR) ومحطة تلفزيون دوردارشان تبث المحتوى المحلي لبضع ساعات في اليوم. تنتج أفلام لداخية روائية تعرض في القاعات وقاعات المجتمع وغالبا ما تصنع بميزانيات متواضعة إلى حد ما. أنشئت أول محطة إذاعية إف إم في لداخ في ليه في 14 ديسمبر 2021.
هناك عدد قليل من المصادر الإخبارية الخاصة مثل: نشرة ريتش لداخ وهي صحيفة نصف شهرية باللغة الإنجليزية وهي الوسيلة الإعلامية المطبوعة الوحيدة التي ينشرها اللادخيون، وتوفر بعض الصحف التي تصدر في جامو وكشمير بعض المناطق في لداخ مثل: ديلي إكسلسيور اليومية وخاتمة الشهرية وكشمير تايمز اليومية.

### فهرست المراجع
1. ↑   https://www.businesstoday.in/latest/economy-politics/story/jammu-and-kashmir-crisis-live-updates-governor-reviews-security-situation-in-state-219724-2019-08-06. {{استشهاد ويب}}: |url= بحاجة لعنوان (مساعدة) والوسيط |title= غير موجود أو فارغ (من ويكي بيانات) (مساعدة)
2. ↑  GeoNames (بالإنجليزية), 2005, QID:Q830106
3. ↑  OED Online (ديسمبر 2020)، Ladakhi, n.، Oxford University Press، مؤرشف من الأصل في 2024-09-04، اطلع عليه بتاريخ 2021-03-06، /ləˈdɑːki/ A native or inhabitant of Ladakh, a district of eastern Kashmir. Attested use: 1911 Encycl. Brit. XVI. 59/1 It [sc. Ladakh] was, however, conquered and annexed in 1834–1841 by Gulab Singh of Jammu—the unwarlike Ladakhis, even with nature fighting on their side, and against indifferent generalship, being no match for the Dogra troops.
4. ↑  "Ladakh"، Encyclopaedia Britannica، Encyclopædia Britannica، 1 مارس 2021، مؤرشف من الأصل في 2022-04-07، اطلع عليه بتاريخ 2022-04-02، Ladakh, large area of the northern and eastern Kashmir region, northwestern Indian subcontinent. Administratively, Ladakh is divided between Pakistan (northwest), as part of Gilgit-Baltistan, and India (southeast), as part of Ladakh union territory (until October 31, 2019, part of Jammu and Kashmir state); in addition, China administers portions of northeastern Ladakh.
5. ↑  (a) Kashmir, region Indian subcontinent، Encyclopaedia Britannica، مؤرشف من الأصل في 2015-06-17، اطلع عليه بتاريخ 2019-08-15 (subscription required) Quote: "Kashmir, region of the northwestern Indian subcontinent ... has been the subject of dispute between India and Pakistan since the partition of the Indian subcontinent in 1947. The northern and western portions are administered by Pakistan and comprise three areas: Azad Kashmir, Gilgit, and Baltistan, the last two being part of a territory called the Northern Areas. Administered by India are the southern and southeastern portions, which constitute the state of Jammu and Kashmir but are slated to be split into two union territories.";

(b) Pletcher، Kenneth، Aksai Chin, Plateau Region, Asia، Encyclopaedia Britannica، مؤرشف من الأصل في 2019-04-02، اطلع عليه بتاريخ 2019-08-16 (subscription required) Quote: "Aksai Chin, Chinese (Pinyin) Aksayqin, portion of the Kashmir region, at the northernmost extent of the Indian subcontinent in south-central Asia. It constitutes nearly all the territory of the Chinese-administered sector of Kashmir that is claimed by India to be part of the Ladakh area of Jammu and Kashmir state.";

(c) "Kashmir"، Encyclopedia Americana، Scholastic Library Publishing، 2006، ص. 328، ISBN:978-0-7172-0139-6، مؤرشف من الأصل في 2023-01-17، اطلع عليه بتاريخ 2023-06-12 C. E Bosworth, University of Manchester Quote: "KASHMIR, kash'mer, the northernmost region of the Indian subcontinent, administered partlv by India, partly by Pakistan, and partly by China. The region has been the subject of a bitter dispute between India and Pakistan since they became independent in 1947";

(d) Osmańczyk، Edmund Jan (2003)، Encyclopedia of the United Nations and International Agreements: G to M، Taylor & Francis، ص. 1191–، ISBN:978-0-415-93922-5، مؤرشف من الأصل في 2023-01-17، اطلع عليه بتاريخ 2019-08-12 Quote: "Jammu and Kashmir: Territory in northwestern India, subject to a dispute between India and Pakistan. It has borders with Pakistan and China."

(e) Talbot، Ian (2016)، A History of Modern South Asia: Politics, States, Diasporas، Yale University Press، ص. 28–29، ISBN:978-0-300-19694-8، مؤرشف من الأصل في 2024-04-08 Quote: "We move from a disputed international border to a dotted line on the map that represents a military border not recognized in international law. The line of control separates the Indian and Pakistani administered areas of the former Princely State of Jammu and Kashmir.";

(f) Skutsch، Carl (2015) [2007]، "China: Border War with India, 1962"، في Ciment، James (المحرر)، Encyclopedia of Conflicts Since World War II (ط. 2nd)، London and New York: Routledge، ص. 573، ISBN:978-0-7656-8005-1، The situation between the two nations was complicated by the 1957–1959 uprising by Tibetans against Chinese rule.  Refugees poured across the Indian border, and the Indian public was outraged.  Any compromise with China on the border issue became impossible.  Similarly, China was offended that India had given political asylum to the Dalai Lama when he fled across the border in March 1959.  In late 1959, there were shots fired between border patrols operating along both the ill-defined McMahon Line and in the Aksai Chin.

(g) Clary، Christopher (2022)، The Difficult Politics of Peace: Rivalry in Modern South Asia، Oxford and New York: Oxford University Press، ص. 109، ISBN:9780197638408، Territorial Dispute: The situation along the Sino-Indian frontier continued to worsen.  In late July (1959), an Indian reconnaissance patrol was blocked, "apprehended," and eventually expelled after three weeks in custody at the hands of a larger Chinese force near Khurnak Fort in Aksai Chin.  ... Circumstances worsened further in October 1959, when a major class at Kongka Pass in eastern Ladakh led to nine dead and ten captured Indian border personnel, making it by far the most serious Sino-Indian class since India's independence.

(h) Bose، Sumantra (2009)، Kashmir: Roots of Conflict, Paths to Peace، Harvard University Press، ص. 294, 291, 293، ISBN:978-0-674-02855-5، مؤرشف من الأصل في 2024-04-08 Quote: "J&K: Jammu and Kashmir. The former princely state that is the subject of the Kashmir dispute. Besides IJK (Indian-controlled Jammu and Kashmir. The larger and more populous part of the former princely state. It has a population of slightly over 10 million, and comprises three regions: Kashmir Valley, Jammu, and Ladakh.) and AJK ('Azad" (Free) Jammu and Kashmir. The more populous part of Pakistani-controlled J&K, with a population of approximately 2.5 million.), it includes the sparsely populated "Northern Areas" of Gilgit and Baltistan, remote mountainous regions which are directly administered, unlike AJK, by the Pakistani central authorities, and some high-altitude uninhabitable tracts under Chinese control."

(i) Fisher، Michael H. (2018)، An Environmental History of India: From Earliest Times to the Twenty-First Century، Cambridge University Press، ص. 166، ISBN:978-1-107-11162-2، مؤرشف من الأصل في 2024-04-08 Quote: "Kashmir's identity remains hotly disputed with a UN-supervised "Line of Control" still separating Pakistani-held Azad ("Free") Kashmir from Indian-held Kashmir.";

(j) Snedden، Christopher (2015)، Understanding Kashmir and Kashmiris، Oxford University Press، ص. 10، ISBN:978-1-84904-621-3، مؤرشف من الأصل في 2024-04-08 Quote:"Some politicised terms also are used to describe parts of J&K. These terms include the words 'occupied' and 'held'."
6. ↑  "Kashmir options. Maps showing the options and pitfalls of possible solutions. The Future of Kashmir?". In Depth – Kashmir Flashpoint. 19 مايو 2011. مؤرشف من الأصل في 2020-11-29. اطلع عليه بتاريخ 2013-04-16. {{استشهاد بكتاب}}: |عمل= تُجوهل (مساعدة)
7. ↑  Jina, Ladakh (1996)
8. ↑  Saul B. Cohen، المحرر (2008). "Aksai Chin". The Columbia Gazetteer of the World (ط. 2nd). نيويورك: دار نشر جامعة كولومبيا. ج. 1. ص. 52. ISBN:978-0-231-14554-1. LCCN:2008009181. OCLC:212893637. "divided between India and CHINA"
9. ↑  Alastair Lamb (25 مارس 2023). The China-India Border--the Origins Of Disputed Boundaries. London. ص. 11. اطلع عليه بتاريخ 2024-04-12 – عبر archive.org.{{استشهاد بكتاب}}:  صيانة الاستشهاد: مكان بدون ناشر (link)
10. ↑  "As India and China clash, JFK's 'forgotten crisis' is back". Brookings. 9 مارس 2022. مؤرشف من الأصل في 2024-05-29. اطلع عليه بتاريخ 2024-03-31.
11. ↑  "Fantasy frontiers". The Economist. 8 فبراير 2012. مؤرشف من الأصل في 2017-08-01. اطلع عليه بتاريخ 2014-09-24.
12. ↑  Rizvi، Janet (2001). Trans-Himalayan Caravans – Merchant Princes and Peasant Traders in Ladakh. Oxford India Paperbacks.
13. ↑  Osada et al. (2000), p. 298.
14. ↑  Sandhu، Kamaljit Kaur (4 يونيو 2019). "Government planning to redraw Jammu and Kashmir assembly constituency borders: Sources". India Today. مؤرشف من الأصل في 2019-06-04. اطلع عليه بتاريخ 2019-06-04.
15. 1 2 3 4 5  Rizvi، Janet (1996). Ladakh – Crossroads of High Asia. دار نشر جامعة أكسفورد.
16. ↑  Pile، Tim (1 أغسطس 2019). "Ladakh: the good, bad and ugly sides to India's 'Little Tibet', high in the Himalayas". South Chinan Morning Post. بروكويست 2267352786. مؤرشف من الأصل في 2020-06-18. اطلع عليه بتاريخ 2020-06-17. {{استشهاد بخبر}}: templatestyles stripmarker في |المعرف= في مكان 1 (مساعدة)
17. 1 2 3 4  Loram، Charlie (2004) [2000]. Trekking in Ladakh (ط. 2nd). Trailblazer Publications.
18. 1 2  Zutshi, Rattan (13 Jan 2016). My Journey of Discovery (بالإنجليزية). Partridge Publishing. p. 126. ISBN:978-1-4828-4140-4. Archived from the original on 2024-04-08.
19. ↑  Petech, The Kingdom of Ladakh (1977), p. 7: تشيونتسانغ describes a journey from Ch'u-lu-to (Kuluta, كولو) to Lo-hu-lo (لهول وسبيتي), then goes on saying that "from there to the north, for over 2000 li, the road is very difficult, with cold wind and flying snow; thus one arrives in the kingdom of Mo-lo-so". Petech states, "geographically speaking, the region thus indicated is unmistakably Ladakh."
20. ↑  Petech, The Kingdom of Ladakh (1977), pp. 7–8.
21. ↑  Howard & Howard, Historic Ruins in the Gya Valley (2014), p. 86.
22. ↑  Zeisler، Bettina (2011)، "Kenhat, The Dialects of Upper Ladakh and Zanskari"، Himalayan Languages and Linguistics: Studies in Phonology, Semantics, Morphology and Syntax، BRILL، ص. 293، ISBN:978-90-04-21653-2: "While the whole of Ladakh and adjacent regions were originally populated by speakers of Eastern Iranian (Scythian), Lower Ladakh (as well as Baltistan) was also subject to several immigration waves of Indoaryan (Dardic) speakers and other groups from Central Asia. Upper Ladakh and the neighbouring regions to the east, by contrast, seem to have been populated additionally by speakers of a non-Tibetan Tibeto-Burman language, namely West Himalayan (Old Zhangzhung;...)."
23. ↑  Bellezza، John Vincent (2014)، The Dawn of Tibet: The Ancient Civilization on the Roof of the World، Rowman & Littlefield Publishers، ص. 101، ISBN:978-1-4422-3462-8، مؤرشف من الأصل في 2024-04-08
24. ↑  Fisher, Rose & Huttenback, Himalayan Battleground (1963), pp. 12–15: "Ladakh's geographical position leaves no room for doubt that its ancient caravan routes must have often served as a path first for conquest and then for retreat of the opposing armies as they alternated between victory and defeat."
25. ↑  Fisher, Rose & Huttenback, Himalayan Battleground (1963), pp. 15–16.
26. 1 2  Howard، Neil (1997)، "History of Ladakh"، Recent Research on Ladakh 6، Motilal Banarsidass، ص. 122، ISBN:9788120814325
27. 1 2 3  Sheikh، Abdul Ghani (1995)، "A Brief History of Muslims in Ladakh"، Recent Research on Ladakh 4 & 5، Motilal Banarsidass، ص. 189، ISBN:9788120814042
28. ↑  Buddhist Western Himalaya: A politico-religious history. Indus Publishing. 1 يناير 2001. ISBN:9788173871245. مؤرشف من الأصل في 2024-04-08. اطلع عليه بتاريخ 2016-12-19 – عبر Google Books.
29. ↑  Kaul، Shridhar؛ Kaul، H. N. (1992). Ladakh Through the Ages, Towards a New Identity. Indus. ISBN:9788185182759. مؤرشف من الأصل في 2024-04-08.
30. ↑  Jina، Prem Singh (1996). Ladakh. Indus. ISBN:9788173870576. مؤرشف من الأصل في 2024-04-08.
31. ↑  Osmaston، Henry؛ Denwood، Philip (1995). Recent Research on Ladakh 4 & 5. Motilal Banarsidass Publ. ISBN:9788120814042. مؤرشف من الأصل في 2024-04-08.
32. ↑  Bora، Nirmala (2004). Ladakh. Anamika Publishers & Distributors. ISBN:9788179750124. مؤرشف من الأصل في 2024-04-08.
33. ↑  Kaul، H. N. (1998). Rediscovery of Ladakh. Indus. ISBN:9788173870866. مؤرشف من الأصل في 2024-04-08.
34. ↑  Osmaston، Henry؛ Denwood، Philip (1995). Recent Research on Ladakh 4 & 5. Motilal Banarsidass Publ. ISBN:9788120814042. مؤرشف من الأصل في 2024-04-08.
35. ↑  See the following studies (1) Halkias, T. Georgios(2009) "Until the Feathers of the Winged Black Raven Turn White: Sources for the Tibet-Bashahr Treaty of 1679–1684," in Mountains, Monasteries and Mosques, ed. John Bray. Supplement to Rivista Orientali, pp. 59–79; (2) Emmer, Gerhard(2007) "Dga' ldan tshe dbang dpal bzang po and the Tibet-Ladakh-Mughal War of 1679–84," in The Mongolia-Tibet Interface. Opening new Research Terrains in Inner Asia, eds. Uradyn Bulag, Hildegard Diemberger, Leiden, Brill, pp. 81–107; (3) Ahmad, Zahiruddin (1968) "New Light on the Tibet-Ladakh-Mughal War of 1679–84." East and West, XVIII, 3, pp. 340–361; (4) Petech, Luciano(1947) "The Tibet-Ladakhi Moghul War of 1681–83." The Indian Historical Quarterly, XXIII, 3, pp. 169–199.
36. ↑  Sali، M. L. (1998). India-China Border Dispute. APH. ISBN:9788170249641. مؤرشف من الأصل في 2024-04-08.
37. ↑  Kaul، H. N. (1998). Rediscovery of Ladakh. Indus. ISBN:9788173870866. مؤرشف من الأصل في 2024-04-08.
38. ↑  Ahmad, New Light on the Tibet-Ladakh-Mughal War (1968) p. 342: "Sans-rGyas rGya-mTsho (1653–1705), sDe-pa or Prime Minister of Tibet 1679-1705". p. 351: "Now, in 1684, the government of Tibet, headed by the sDe-pa Sans-rGyas rGya-mTsho, annexed Gu-ge to Tibet, and fixed the frontier between Ladakh and Tibet at the lHa-ri stream at bDe-mChog."
39. ↑  Petech، Luciano (1977). The Kingdom of Ladakh: C. 950-1842 A.D. Istituto italiano per il Medio ed Estremo Oriente. ص. 171–172. ISBN:9788863230581. مؤرشف من الأصل في 2023-05-08.: "bDe-legs-n.g. co-regent (1680–1691)" The original text of the Treaty of Tingmosgang no longer survives, but its contents are summarized in the Ladakh Chronicles.
40. ↑  Ahmad, New Light on the Tibet-Ladakh-Mughal War (1968), pp. 351–353: "We produce now a new translation of the Ladakh Chronicles [...] bDe-legs rNam-rGyal, came to the kingship [of Ladakh] [...] Thereupon, the Government of Tibet, being afraid that the King of Ladakh and his troops might, once again, make war (on Tibet), ordered the 'Brug-pa Mi-'pham dBaii-po that he ought to go (to Ladakh) in order to establish peace. [...] With this exception, the frontier (of Ladakh) was fixed as from the IHa-ri stream at bDe-mChog."
41. ↑  Rahul, March of Central Asia (2000), p. 51; Ahmad, New Light on the Tibet-Ladakh-Mughal War (1968), p. 356; Francke، August Hermann (1926). Thomas، F. W. (المحرر). Antiquities of Indian Tibet, Part (Volume) II. ص. 115–118.
42. ↑  Gray Tuttle؛ Kurtis R. Schaeffer (12 مارس 2013). The Tibetan History Reader. Columbia University Press. ص. 603–. ISBN:978-0-231-14468-1. مؤرشف من الأصل في 2023-12-15. اطلع عليه بتاريخ 2020-10-18.
43. ↑  Menon, P.M & Proudfoot, C.L., The Madras Sappers, 1947–1980, 1989, Thomson Press, Faridabad, India.
44. ↑  Dash، Dipak K. (16 يوليو 2012). "Government may clear all weather tunnel to Leh today". تايمز أوف إينديا. مؤرشف من الأصل في 2022-04-09. اطلع عليه بتاريخ 2020-07-27.
45. ↑  Musharraf, Pervez (2006). In the Line of Fire: A Memoir (بالإنجليزية). Free Press. pp. 90–91. ISBN:0-7432-8344-9.
46. ↑  Nawaz، Shuja (2007). Crossed Swords: Pakistan, Its Army, and the Wars Within. ص. 420.
47. ↑  Stobdan، Phunchok (26 مايو 2020). "As China intrudes across LAC, India must be alert to a larger strategic shift". إكسبرس الهندية. مؤرشف من الأصل في 2020-06-03. اطلع عليه بتاريخ 2020-07-26.
48. ↑  Stobdan، Phunchok (28 مايو 2020). "Ladakh concern overrides LAC dispute". The Tribune (Chandigarh). مؤرشف من الأصل في 2020-08-02. اطلع عليه بتاريخ 2020-07-26.
49. ↑  Kulkarni، Pranav (26 سبتمبر 2014). "Ground report: Half of Chinese troops leave, rest to follow". إكسبرس الهندية. مؤرشف من الأصل في 2014-12-16. اطلع عليه بتاريخ 2014-12-12.
50. ↑  Notification, Jammu, 8 February 2019 نسخة محفوظة 26 June 2019 على موقع واي باك مشين., Government of Jammu and Kashmir
51. ↑  "Ladakh division headquarters to shuttle between Leh and Kargil: Governor Malik". 15 فبراير 2019. مؤرشف من الأصل في 2019-08-19. اطلع عليه بتاريخ 2019-08-19.
52. 1 2 3  One year of union territory status: Ladakh brims with hope نسخة محفوظة 3 August 2020 على موقع واي باك مشين., Times of India, 3 August 2020.
53. ↑  "Article 370 revoked Updates: Jammu & Kashmir is now a Union Territory, Lok Sabha passes bifurcation bill". Business Today (India). 6 أغسطس 2019. مؤرشف من الأصل في 2020-08-03. اطلع عليه بتاريخ 2020-07-27.
54. ↑  Already, Rajya Sabha Clears J&K As Union Territory Instead Of State نسخة محفوظة 6 August 2019 على موقع واي باك مشين., NDTV, 5 August 2019.
55. ↑  "The Jammu and Kashmir Reorganisation Bill, 2019" (PDF)، Ministry of Home Affairs، 2019، مؤرشف من الأصل (PDF) في 2021-05-06، اطلع عليه بتاريخ 2019-08-08
56. 1 2  "LAHDC Act would continue and the Amendments of 2018 to be protected: Governor". Daily Excelsior. 30 أغسطس 2019. مؤرشف من الأصل في 2020-08-02. اطلع عليه بتاريخ 2020-07-27.
57. ↑  "Multi-hazard Map of India" (PDF). برنامج الأمم المتحدة الإنمائي. 2007. مؤرشف من الأصل (PDF) في 2014-10-31. اطلع عليه بتاريخ 2014-10-31.
58. ↑  Strzepek، Kenneth M.؛ Joel B. Smith (1995). As Climate Changes: International Impacts and Implications. Cambridge University Press. ISBN:978-0-521-46796-4.
59. ↑  "OneWorld South Asia – Glacier man Chewang Norphel brings water to Ladakh". 2 يوليو 2007. مؤرشف من الأصل في 2007-07-02.
60. ↑  "Edugreen.teri.res.in". Edugreen.teri.res.in. مؤرشف من الأصل في 2011-08-30. اطلع عليه بتاريخ 2012-06-21.
61. ↑  "Climate in Ladakh". LehLadakhIndia.com. مؤرشف من الأصل في 2008-02-22. اطلع عليه بتاريخ 2008-03-03.
62. ↑  Namgail، T.؛ Fox، J.L.؛ Bhatnagar، Y.V. (2004). "262" (PDF). Habitat segregation between sympatric Tibetan argali Ovis ammon hodgsoni and blue sheep Pseudois nayaur in the Indian Trans-Himalaya. London: reg.wur.nl. ص. 57–63. مؤرشف (PDF) من الأصل في 2009-03-04. اطلع عليه بتاريخ 2009-01-16. {{استشهاد بكتاب}}: |عمل= تُجوهل (مساعدة)
63. ↑  Namgail، T (2006). "Winter Habitat Partitioning between Asiatic Ibex and Blue Sheep in Ladakh, Northern India" (PDF). Journal of Mountain Ecology. ج. 8: 7–13. مؤرشف (PDF) من الأصل في 2009-03-26. اطلع عليه بتاريخ 2009-01-16.
64. ↑  Namgail, T. (2006). Trans-Himalayan large herbivores: status, conservation, and niche relationships. Report submitted to the Wildlife Conservation Society, Bronx Zoo, New York.
65. ↑  Namgail، T.؛ Fox، J.L.؛ Bhatnagar، Y.V. (2007). "Habitat shift and time budget of the Tibetan argali: the influence of livestock grazing" (PDF). Ecological Research. ج. 22 ع. 1: 25–31. Bibcode:2007EcoR...22...25N. DOI:10.1007/s11284-006-0015-y. S2CID:12451184. مؤرشف (PDF) من الأصل في 2009-03-26. اطلع عليه بتاريخ 2009-01-16.
66. ↑  Namgail، T.؛ Bagchi، S.؛ Mishra، C.؛ Bhatnagar، Y.V. (2008). "Distributional correlates of the Tibetan gazelle in northern India: Towards a recovery programme" (PDF). Oryx. ج. 42: 107–112. DOI:10.1017/s0030605308000768. مؤرشف (PDF) من الأصل في 2009-03-26. اطلع عليه بتاريخ 2009-01-16.
67. ↑  Bhatnagar، Y. V.؛ Wangchuk، R.؛ Prins، H. H.؛ van Wieren، S. E.؛ Mishra، C. (2006). "Perceived conflicts between pastoralism and conservation of the Kiang Equus kiang in the Ladakh Trans- Himalaya". Environmental Management. ج. 38 ع. 6: 934–941. DOI:10.1007/s00267-005-0356-2. PMC:1705511. PMID:16955231.
68. ↑  http://www.cloudbirders.com/tripreport/repository/BARUAH_India_03_2014.pdf [ملف PDF عاري الوصلة] نسخة محفوظة 2023-11-04 على موقع واي باك مشين.
69. ↑  Namgail، T (2004). "Eurasian lynx in Ladakh". Cat News. ج. 40: 21–22.
70. ↑  Namgail، T.؛ Fox، J.L.؛ Bhatnagar، Y.V. (2007). "Carnivore-caused livestock mortality in Trans-Himalaya" (PDF). Environmental Management. ج. 39 ع. 4: 490–496. DOI:10.1007/s00267-005-0178-2. PMID:17318699. S2CID:30967502. مؤرشف (PDF) من الأصل في 2009-03-26. اطلع عليه بتاريخ 2009-01-16.
71. ↑  Namgail، T.؛ Bagchi، S.؛ Bhatnagar، Y.V.؛ Wangchuk، R. (2005). "Occurrence of the Tibetan sand fox Vulpes ferrilata Hodgson in Ladakh: A new record for the Indian sub-Continent". Journal of the Bombay Natural History Society. ج. 102: 217–219.
72. ↑  Bagchi، S.؛ Namgail، T.؛ Ritchie، M.E. (2006). "Small mammalian herbivores as mediators of plant community dynamics in the high-altitude arid rangelands of Trans-Himalayas". Biological Conservation. ج. 127 ع. 4: 438–442. DOI:10.1016/j.biocon.2005.09.003. مؤرشف من الأصل في 2023-12-15. اطلع عليه بتاريخ 2011-03-03.
73. ↑  Dvorský، Miroslav (2018). A field guide to the flora of Ladakh. Prague: Academia. ISBN:978-80-200-2826-6.
74. ↑  German، Dmitry A.؛ Al-Shehbaz، Ihsan A. (1 ديسمبر 2010). "Nomenclatural novelties in miscellaneous Asian Brassicaceae (Cruciferae)". Nordic Journal of Botany. ج. 28 ع. 6: 646–651. DOI:10.1111/j.1756-1051.2010.00983.x. ISSN:1756-1051.
75. ↑  Vishwas S. Kale (23 مايو 2014). Landscapes and Landforms of India. Springer. ISBN:9789401780292. مؤرشف من الأصل في 2024-04-08.
76. ↑  Satish K. Sharma (2006). Temperate Horticulture: Current Scenario. New India Publisher. ISBN:9788189422363. مؤرشف من الأصل في 2023-12-15. اطلع عليه بتاريخ 2020-10-18.
77. ↑  "Ladakh mountaineer successfully summits Mt Everest | the Administration of Union Territory of Ladakh | India". مؤرشف من الأصل في 2021-09-16. اطلع عليه بتاريخ 2021-09-19.
78. ↑  "New J&K to be like Puducherry: Here is how India's new Union territory J&K will function". The Economic Times. 5 أغسطس 2019. مؤرشف من الأصل في 2019-08-05. اطلع عليه بتاريخ 2019-04-16.
79. ↑  "Kashmir updates: Rajya Sabha passes bill that divides J&K, Ladakh with 125 votes in favour, 61 against". Business Today. 5 أكتوبر 2019. مؤرشف من الأصل في 2020-06-17. اطلع عليه بتاريخ 2021-04-16.
80. ↑  Dixit, Pranjal (6 Aug 2019). "लद्दाख की अपनी होगी खाकी, जम्मू-कश्मीर पुलिस भी दिल्ली की तरह उप राज्यपाल को करेगी रिपोर्ट". Amar Ujala (بالهندية). Archived from the original on 2020-07-17. Retrieved 2021-04-16.
81. ↑  "Khan, Shri Hassan: Member's Bioprofile". Lok Sabha. مؤرشف من الأصل في 2013-05-13.
82. ↑  "Members of Parliament, MPs of India 2014, Sixteenth Lok Sabha Members". elections.in. مؤرشف من الأصل في 2013-12-02. اطلع عليه بتاريخ 2016-09-28.
83. ↑  Precious، Rongmei (27 أغسطس 2024). "5 new districts in Ladakh that will come up in 2028". Times of India. مؤرشف من الأصل في 2024-09-01.
84. 1 2 3 4 5  ET Times (26 أغسطس 2024)، "Ladakh gets five new districts"، Economics Times، مؤرشف من الأصل في 2024-08-26
85. ↑  "India". Allrefer country study guide. مؤرشف من الأصل في 2011-05-21. اطلع عليه بتاريخ 2006-08-21.
86. ↑  Weare، Garry (2002). Trekking in the Indian Himalaya (ط. 4th). لونلي بلانيت.
87. ↑  "Distribution of Rocks and Minerals in J&K state". مؤرشف من الأصل في 2017-11-13. اطلع عليه بتاريخ 2017-11-30.
88. ↑  "State Development Report—Jammu and Kashmir, Chapter 3A" (PDF). Planning Commission of India. 2001. مؤرشف من الأصل (PDF) في 2012-11-30. اطلع عليه بتاريخ 2006-08-21.
89. ↑  "LAC stand-off: BRO's new highway untraceable by enemy, saves hours and gives 365-day connectivity". The Times of India (بالإنجليزية). ANI. 5 Sep 2020. Archived from the original on 2020-09-07. Retrieved 2020-09-07.
90. ↑  IAF craft makes successful landing near China border (4 نوفمبر 2008). "NDTV.com". NDTV.com. مؤرشف من الأصل في 2012-09-05. اطلع عليه بتاريخ 2012-06-21.
91. ↑  "Air Courier Service From Kargil Begins Operation". news.outlookindia.com. مؤرشف من الأصل في 2014-05-17. اطلع عليه بتاريخ 2013-06-06.
92. ↑  "IAF to start air services to Kargil during winter from December 6". NDTV.com. 3 ديسمبر 2010. مؤرشف من الأصل في 2023-12-15. اطلع عليه بتاريخ 2013-06-06.
93. ↑  Fayyaz، Ahmed Ali (7 يناير 2013). "Kargil gets first civil air connectivity". الصحيفة الهندوسية. مؤرشف من الأصل في 2013-12-15. اطلع عليه بتاريخ 2013-06-06.
94. ↑  GK News Network (2 يناير 2013). "Air Mantra to operate flights to Kargil". Greater Kashmir. مؤرشف من الأصل في 2013-06-04. اطلع عليه بتاريخ 2013-06-06.
95. ↑  "Flights to Kargil, Kasauli soon". Condé Nast Traveller. 29 يناير 2018. مؤرشف من الأصل في 2024-09-24. اطلع عليه بتاريخ 2019-07-29.
96. ↑  "Kargil airport to operate commercial flights". تايمز أوف إينديا. مؤرشف من الأصل في 2021-07-24. اطلع عليه بتاريخ 2020-04-13.
97. 1 2 3  C-1 Population By Religious Community – Jammu & Kashmir (Report). Office of the Registrar General & Census Commissioner, India. مؤرشف من الأصل في 2022-04-03. اطلع عليه بتاريخ 2020-07-28.
98. ↑  "Rural population". Education for all in India. 1999. مؤرشف من الأصل في 2011-07-10. اطلع عليه بتاريخ 2006-08-21.
99. 1 2  "State Development Report—Jammu and Kashmir, Chapter 2 – Demographics" (PDF). Planning Commission of India. 1999. مؤرشف من الأصل (PDF) في 2011-12-13. اطلع عليه بتاريخ 2006-08-21.
100. 1 2 3  C-16 Population By Mother Tongue – Jammu & Kashmir (Report). Office of the Registrar General & Census Commissioner, India. مؤرشف من الأصل في 2020-01-12. اطلع عليه بتاريخ 2020-07-18.
101. ↑  Vijay، Tarun (30 يناير 2008). "Endangered Ladakh". تايمز أوف إينديا. مؤرشف من الأصل في 2020-11-11. اطلع عليه بتاريخ 2020-07-27.
102. ↑  "Kargil District Population Census 2011-2020, Jammu and Kashmir literacy sex ratio and density". www.census2011.co.in. مؤرشف من الأصل في 2016-02-04. اطلع عليه بتاريخ 2016-01-25.
103. ↑  "Leh District Population Census 2011-2020, Jammu and Kashmir literacy sex ratio and density". www.census2011.co.in. مؤرشف من الأصل في 2016-01-24. اطلع عليه بتاريخ 2016-01-25.
104. ↑  Gillani, Syed Shadab Ali (26 Aug 2024). "Will Ladakh's New Districts Have Autonomous Hill Councils Too, Congress Asks". Kashmir Life (بالإنجليزية البريطانية). Archived from the original on 2024-09-24. Retrieved 2024-09-01.
105. ↑  "Religion Data of Census 2011: XXXIII JK-HP-ST" (بالإنجليزية البريطانية). Archived from the original on 2021-11-01. Retrieved 2020-05-18.
106. ↑  Rather، Ali Mohammad (سبتمبر 1999)، "Kargil: The Post-War Scenario"، Journal of Peace Studies، International Center for Peace Studies، ج. 6، مؤرشف من الأصل في 2014-12-01
107. ↑  "Ladakhi Language & Phrasebook". Leh-Ladakh Taxi Booking. مؤرشف من الأصل في 2020-05-07. اطلع عليه بتاريخ 2022-02-02.
108. ↑  "About Ladakh". BIRDING IN LADAKH. مؤرشف من الأصل في 2018-08-16. اطلع عليه بتاريخ 2022-02-01.
109. ↑  "Ladakh Festival – a Cultural Spectacle". EF News International. مؤرشف من الأصل في 2012-05-02. اطلع عليه بتاريخ 2006-08-28.
110. ↑  Motup، Sonam. "Food & Cuisine: 10 Best Dishes to Eat in Leh-Ladakh 🥄🥣". مؤرشف من الأصل في 2021-11-08.
111. ↑  Namgail، T.؛ Jensen، A.؛ Padmanabhan، S.؛ Desor، S.؛ Dolma، R. (2019). Dhontang: Food in Ladakh. Central Institute of Buddhist Studies, Local Futures. ص. 1–44. ISBN:978-93-83802-15-9.
112. ↑  Norberg-Hodge، Helena (2000). Ancient Futures: Learning from Ladakh. Oxford India Paperbacks.
113. ↑  Sherlip، Adam. "Hockey Foundation". مؤرشف من الأصل في 2012-06-23. اطلع عليه بتاريخ 2012-07-06.
114. ↑  "Ladakh culture". Jammu and Kashmir Tourism. مؤرشف من الأصل في 2006-07-12. اطلع عليه بتاريخ 2006-08-21.
115. ↑  "Lalit Group Organises Polo Tourney in Drass, Celebrating 100 Years, Sports Events Imperative To Showcase Talent: Omar". Greater Kashmir. 10 يوليو 2011. مؤرشف من الأصل في 2013-07-30. اطلع عليه بتاريخ 2013-06-06.
116. ↑  Khagta، Himanshu (18 يوليو 2011). "Traditonal [sic] Polo in Drass, Ladakh | Himanshu Khagta – Travel Photographer in India". PhotoShelter: Himanshu Khagta. مؤرشف من الأصل في 2021-01-31. اطلع عليه بتاريخ 2013-06-06.
117. ↑  "Manipur lifts Lalit Suri Polo Cup". State Times. 12 يونيو 2012. مؤرشف من الأصل في 2014-05-17. اطلع عليه بتاريخ 2013-06-06.
118. ↑  "Business Hotels in India – Event Planning in India – The Lalit Hotels". مؤرشف من الأصل في 2013-03-14.
119. ↑  "LAHDC organises 3rd Ladakh Marathon at Leh | Business Standard News". Business Standard India. Business-standard.com. Press Trust of India. 15 سبتمبر 2014. مؤرشف من الأصل في 2015-11-17. اطلع عليه بتاريخ 2015-09-14.
120. 1 2  "Plantlife.org project on medicinal plants of importance to amchi medicine". Plantlife.org.uk. مؤرشف من الأصل في 2009-06-17. اطلع عليه بتاريخ 2012-06-21.
121. ↑  "A government of India project in support of Sowa Rigpa-'amchi' medicine". Cbhi-hsprod.nic.in. مؤرشف من الأصل في 2012-02-22. اطلع عليه بتاريخ 2012-06-21.
122. ↑  "Modi govt to promote Tibetan healing system with AIIMS-like Sowa-Rigpa hospital in Leh". ThePrint. 28 نوفمبر 2019. مؤرشف من الأصل في 2021-02-03. اطلع عليه بتاريخ 2020-08-03.
123. ↑  "District-specific Literates and Literacy Rates". Education for all website. 2001. مؤرشف من الأصل في 2010-04-14. اطلع عليه بتاريخ 2006-08-21.
124. ↑  "Profile | Department of School Education UT Ladakh | Ladakh | GoI". مؤرشف من الأصل في 2022-01-27. اطلع عليه بتاريخ 2022-01-27.
125. ↑  Ray، John (2005). Ladakhi Histories – Local and Regional Perspectives. لايدن, Netherlands: Koninklijke Brill NV.
126. ↑  "Leh, Ladakh. A History of Lamdon School" (PDF). internationaledventures.com. The Lamdon Social Welfare Society. مؤرشف من الأصل في 2009-03-26.
127. ↑  Justin Shilad (2009) [2007]. "Education reform, interrupted". Himal Southasian. مؤرشف من الأصل في 2013-11-11. اطلع عليه بتاريخ 2008-02-17.
128. ↑  "The Central Institute of Buddhist Studies". مؤرشف من الأصل في 2023-03-07. اطلع عليه بتاريخ 2023-03-23.
129. ↑  "About Us". مؤرشف من الأصل في 2022-03-10. اطلع عليه بتاريخ 2022-01-27.
130. ↑  "Cabinet approves setting up central university in Ladakh". 23 يوليو 2021. مؤرشف من الأصل في 2022-03-10. اطلع عليه بتاريخ 2022-01-27.
131. ↑  "New gamma ray telescope coming up in Ladakh to observe exploding stars, black holes". Firstpost. 21 سبتمبر 2018. مؤرشف من الأصل في 2020-09-24. اطلع عليه بتاريخ 2020-10-05.
132. ↑  "Two AIIMS-like institutions, 8 medical colleges in Jammu-Kashmir, Ladakh: Govt". The Indian Express. 10 ديسمبر 2019. مؤرشف من الأصل في 2019-12-11. اطلع عليه بتاريخ 2019-12-11.
133. ↑  "Parliament passes Bill to set up Central university in Ladakh". The Hindu. مؤرشف من الأصل في 2021-09-02. اطلع عليه بتاريخ 2021-09-02.
134. ↑  "Sindhu Central University in Ladakh". Hindustan Times. مؤرشف من الأصل في 2021-09-04. اطلع عليه بتاريخ 2021-09-02.
135. ↑  "AIR Leh". Prasar Bharati. مؤرشف من الأصل في 2014-05-12. اطلع عليه بتاريخ 2013-08-02.
136. ↑  "List of Doordarshan studios". مؤرشف من الأصل في 2011-01-20.
137. ↑  "Thaindia News". Thaindian.com. 10 أكتوبر 2009. مؤرشف من الأصل في 2016-03-04. اطلع عليه بتاريخ 2012-06-21.
138. ↑  "Ladakh gets its first-ever FM radio station". إكسبرس الهندية. 14 ديسمبر 2021. مؤرشف من الأصل في 2021-12-15. اطلع عليه بتاريخ 2021-12-15.
139. ↑  Deptt، Information. "ReachLadakh.com". ReachLadakh.com. مؤرشف من الأصل في 2020-09-01. اطلع عليه بتاريخ 2012-06-21.
140. ↑  "The Daily Excelsior". مؤرشف من الأصل في 2012-06-22. اطلع عليه بتاريخ 2012-06-21.
141. ↑  "Epilogue's website". Epilogue.in. مؤرشف من الأصل في 2012-06-25. اطلع عليه بتاريخ 2012-06-21.
142. ↑  "The Kashmir Times". مؤرشف من الأصل في 2012-06-20. اطلع عليه بتاريخ 2012-06-21.

### ثبت المراجع
- Emmer، Gerhard (2007)، "Dga' Ldan Tshe Dbang Dpal Bzang Po and the Tibet-Ladakh-Mugha1 War of 1679–84"، Proceedings of the Tenth Seminar of the IATS, 2003. Volume 9: The Mongolia-Tibet Interface: Opening New Research Terrains in Inner Asia، BRILL، ص. 81–108، ISBN:978-90-474-2171-9
- Fisher، Margaret W.؛ Rose، Leo E.؛ Huttenback، Robert A. (1963)، Himalayan Battleground: Sino-Indian Rivalry in Ladakh، Praeger، ASIN:B0007DVVG2، مؤرشف من الأصل في 2017-08-27
- Francke، August Hermann (1907)، A History of Western Tibet، S. W. Partridge & Co، ISBN:9788120610439 – عبر archive.org
- Francke، August Hermann (1992) [first published 1926]. Antiquities of Indian Tibet. Asian Educational Services. ص. 94. ISBN:81-206-0769-4. مؤرشف من الأصل في 2024-04-08. {{استشهاد بكتاب}}: |عمل= تُجوهل (مساعدة)
- Handa، O. C. (2001)، Buddhist Western Himalaya: A politico-religious history، Indus Publishing، ISBN:978-81-7387-124-5، مؤرشف من الأصل في 2024-04-08
- Jina، Prem Singh (1996)، Ladakh: The Land and the People، Indus Publishing، ISBN:978-81-7387-057-6، مؤرشف من الأصل في 2024-09-06
- Lo Bue، Erberto؛ Bray، John، المحررون (2014)، "Introduction"، Art and Architecture in Ladakh: Cross-cultural Transmissions in the Himalayas and Karakoram، BRILL، ISBN:978-90-04-27180-7
  - Dorjay، Phuntsog (2014)، "Embedded in Stone—Early Buddhist Rock Art of Ladakh"، Ibid، BRILL، ص. 35–67، ISBN:9789004271807
  - Howard، Neil؛ Howard، Kath (2014)، "Historic Ruins in the Gya Valley, Eastern Ladakh, and a Consideration of Their Relationship to the History of Ladakh and Maryul"، Ibid، BRILL، ص. 68–99، ISBN:9789004271807
- Petech، Luciano (1977)، The Kingdom of Ladakh, c. 950–1842 A.D. (PDF)، Instituto Italiano Per il Medio ed Estremo Oriente – عبر academia.edu[وصلة مكسورة]
- Jina، Prem Singh (1 يناير 1995). Famous Western Expolorers to Ladakh. Indus Publishing. ص. 123–. ISBN:978-81-7387-031-6. مؤرشف من الأصل في 2024-04-08.

## للاستزادة
- Allan, Nigel J. R. 1995 Karakorum Himalaya: Sourcebook for a Protected Area. IUCN. (ردمك 969-8141-13-8)
- ألكسندر كننغهام. 1854. Ladak: Physical, Statistical, and Historical; with notices of the surrounding countries. Reprint: Sagar Publications, New Delhi. 1977.
- Desideri, Ippolito (1932). An Account of Tibet: The Travels of Ippolito Desideri 1712–1727. Ippolito Desideri. Edited by Filippo De Filippi. Introduction by C. Wessels. Reproduced by Rupa & Co, New Delhi. 2005
- Drew, Federic. 1877. The Northern Barrier of India: a popular account of the Jammoo and Kashmir Territories with Illustrations. 1st edition: Edward Stanford, London. Reprint: Light & Life Publishers, Jammu. 1971.
- Francke, A. H. (1914), 1920, 1926. Antiquities of Indian Tibet. Vol. 1: Personal Narrative; Vol. 2: The Chronicles of Ladak and Minor Chronicles, texts and translations, with Notes and Maps. Reprint: 1972. S. Chand & Co., New Delhi. (Google Books نسخة محفوظة 5 April 2023 على موقع واي باك مشين.)
- Gielen, U. P. 1998. "Gender roles in traditional Tibetan cultures". In L. L. Adler (Ed.), International handbook on gender roles (pp. 413–437). Westport, CT: Greenwood.
- Gillespie, A. (2007). Time, Self and the Other: The striving tourist in Ladakh, north India نسخة محفوظة 28 October 2022 على موقع واي باك مشين.. In Livia Simao and Jaan Valsiner (eds) Otherness in question: Development of the self. Greenwich, CT: Information Age Publishing, Inc.
- Gillespie, A. (2007). In the other we trust: Buying souvenirs in Ladakh, north India نسخة محفوظة 23 July 2012 على موقع واي باك مشين.. In Ivana Markova and Alex Gillespie (Eds.), Trust and distrust: Sociocultural perspectives. Greenwich, CT: Information Age Publishing, Inc.
- The Road to Lamaland by Martin Louis Alan Gompertz
- Magic Ladakh by Martin Louis Alan Gompertz
- Gordon, T. E. 1876. The Roof of the World: Being the Narrative of a Journey over the high plateau of Tibet to the Russian Frontier and the Oxus sources on Pamir. Edinburgh. Edmonston and Douglas. Reprint: Ch'eng Wen Publishing Company. Tapei. 1971.
- Ham, Peter Van. 2015.  Indian Tibet Tibetan India: The Cultural Legacy of the Western Himalayas. Niyogi Books. (ردمك 9789383098934).
- Halkias, Georgios (2009) "Until the Feathers of the Winged Black Raven Turn White: Sources for the Tibet-Bashahr Treaty of 1679–1684", in Mountains, Monasteries and Mosques, ed. John Bray. Supplement to Rivista Orientali, pp. 59–79.Until the Feathers of the Winged Black Raven Turn White: Sources for the Tibet-Bashahr Treaty of 1679–1684 نسخة محفوظة 5 January 2016 على موقع واي باك مشين.
- Halkias, Georgios (2010). The Muslim Queens of the Himalayas: Princess Exchange in Ladakh and Baltistan. In Islam-Tibet: Interactions along the Musk Routes, eds. Anna Akasoy et al. Ashgate Publications, 231–252. The Muslim Queens of the Himalayas: Princess Exchanges in Baltistan and Ladakh نسخة محفوظة 5 January 2016 على موقع واي باك مشين.
- أندرو هارفي (كاتب). 1983. A Journey in Ladakh. Houghton Mifflin Company, New York.
- Pandit, K. N. (1986). Ladakh, life & culture. Srinagar, Kashmir, India: Centre of Central Asian Studies, Kashmir University.
- Knight, E. F. 1893. Where Three Empires Meet: A Narrative of Recent Travel in: Kashmir, Western Tibet, Gilgit, and the adjoining countries. Longmans, Green, and Co., London. Reprint: Ch'eng Wen Publishing Company, Taipei. 1971.
- Knight, William, Henry. 1863. Diary of a Pedestrian in Cashmere and Thibet. Richard Bentley, London. Reprint 1998: Asian Educational Services, New Delhi.
- وليام موركروفت and Trebeck, George. 1841. Travels in the Himalayan Provinces of Hindustan and the Panjab; in Ladakh and Kashmir, in Peshawar, Kabul, Kunduz, and Bokhara ... from 1819 to 1825, Vol. II. Reprint: New Delhi, Sagar Publications, 1971.
- Norberg-Hodge, Helena. 2000. Ancient Futures: Learning from Ladakh. Rider Books, London.
- Peissel, Michel. 1984. The Ants' Gold: The Discovery of the Greek El Dorado in the Himalayas. Harvill Press, London.
- Rizvi, Janet. 1998. Ladakh, Crossroads of High Asia. Oxford University Press. 1st edition 1963. 2nd revised edition 1996. 3rd impression 2001. (ردمك 0-19-564546-4).
- Sen, Sohini. 2015. Ladakh: A Photo Travelogue. Niyogi Books. (ردمك 9789385285028).
- Trekking in Zanskar & Ladakh: Nubra Valley, Tso Moriri & Pangong Lake, Step By step Details of Every Trek: a Most Authentic & Colourful Trekkers' guide with maps 2001–2002
- Zeisler, Bettina. (2010). "East of the Moon and West of the Sun? Approaches to a Land with Many Names, North of Ancient India and South of Khotan." In: The Tibet Journal, Special issue. Autumn 2009 vol XXXIV n. 3-Summer 2010 vol XXXV n. 2. "The Earth Ox Papers", edited by Roberto Vitali, pp. 371–463.

## روابط خارجية
- Government of Ladakh official website